# Bonnieux
Ne doit pas être confondu avec Monieux.

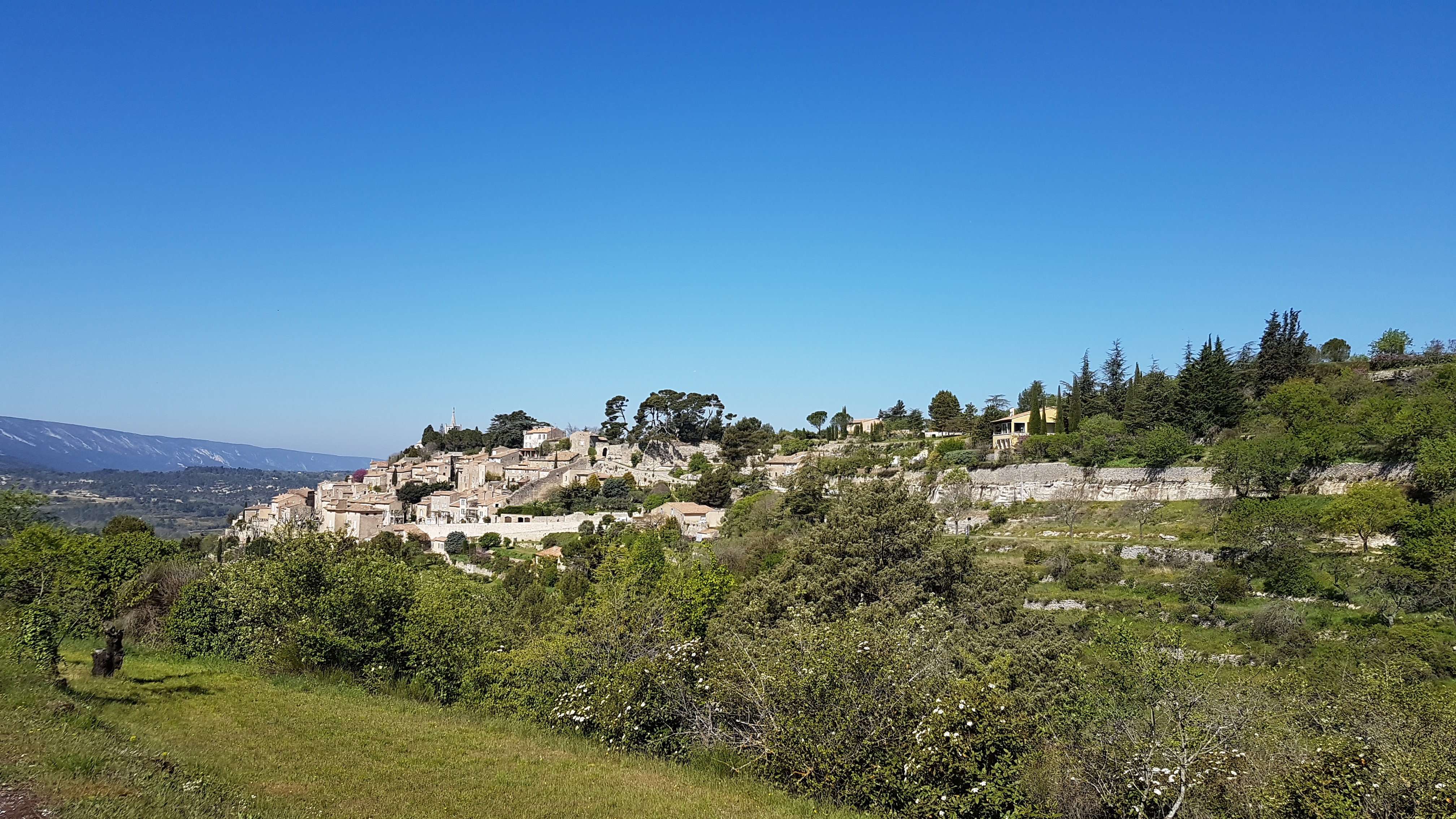
Vue du village depuis le sud-est.

Bonnieux est une commune française, située dans le département de Vaucluse en région Provence-Alpes-Côte d'Azur. On appelle ses habitants les Bonnieulais.

## Géographie
Bonnieux est un village perché, qui se situe sur le versant nord du massif du Luberon, entre le Grand et le Petit Luberon, face au village de Lacoste.
Il commande l'entrée nord de la combe de Bonnieux, qui débouche elle-même sur la combe de Lourmarin, nom usuellement utilisé pour désigner l'ensemble des deux combes, seul passage qui traverse le Luberon et sépare ce dernier en deux : Grand et Petit Luberon, mais tous deux issus du même massif montagneux.

### Accès et situation
On y accède depuis Avignon par la D 900 (ex-route nationale 100) et la D 36 ; depuis Apt, au nord-est, par la D 3 ; depuis Lourmarin par la D 943 et la D 36.
La partie nord et ouest de la commune correspond aux terres agricoles de la plaine. À l'est, l'on trouve le plateau des Claparèdes. Enfin, au sud, le Luberon (combe de Lourmarin, forêt des cèdres, etc.).
La gare TGV la plus proche est la gare d'Avignon TGV. La commune est desservie par les sorties de l'autoroute A7 à Avignon Sud ou à Cavaillon.
|         | Roussillon , Gargas | Apt       |
| Lacoste | Bonnieux            | Buoux     |
|         | Lauris, Puyvert     | Lourmarin |

### Relief
Le village étant très pentu, on peut profiter d'une très belle vue sur le petit Luberon et, au nord, sur les plateaux des monts de Vaucluse.
La partie du nord à l'ouest du bourg est une plaine, la plaine du Calavon. L'est est principalement composé d'une partie du plateau des Claparèdes. Enfin, du sud-est au sud-ouest, le massif du Luberon.

### Géologie
La commune fait partie du périmètre de la réserve naturelle géologique du Luberon, en raison de la proximité à des sites fossilifères exceptionnels.

### Hydrographie
Le Calavon passe sur la commune au nord du bourg et l'Aigue Brun au sud.
Entre Lauris et Bonnieux, une galerie souterraine de 2 780 m, irrigue la vallée du Calavon en franchissant le Luberon. La Société du Canal de Provence fournit 6 millions de mètres cubes d'eau de la Durance chaque année depuis 1987. L'eau retenue dans un bassin de 6 000 mètres cubes à Bonnieux est ensuite acheminée sous pression aux viticulteurs, arboriculteurs et maraîchers. Sans l'eau de la Durance, les cerisiers de la vallée du Calavon ne seraient plus concurrentiels pour le fruit confit d'Apt, car la récolte mécanique oblige à reconstituer rapidement avec de l'eau les réserves de l'arbre secoué.

### Sismicité
Les cantons de Bonnieux, Apt, Cadenet, Cavaillon, et Pertuis sont classés en zone Ib (risque faible). Les autres cantons du département de Vaucluse sont classés en zone Ia (risque très faible). Ce zonage correspond à une sismicité ne se traduisant qu'exceptionnellement par la destruction de bâtiments.

### Communes voisines
La commune est entourée par Roussillon au nord, Apt à l'est - nord-est, Buoux à l'est, Lourmarin au sud, Lacoste à l'ouest et Goult au nord-ouest.

### Climat
Pour des articles plus généraux, voir Climat de Provence-Alpes-Côte d'Azur et Climat de Vaucluse.
En 2010, le climat de la commune est de type climat méditerranéen altéré, selon une étude du Centre national de la recherche scientifique s'appuyant sur une série de données couvrant la période 1971-2000. En 2020, Météo-France publie une typologie des climats de la France métropolitaine dans laquelle la commune est exposée à un climat méditerranéen et est dans la région climatique  Provence, Languedoc-Roussillon, caractérisée par une pluviométrie faible en été, un très bon ensoleillement (2 600 h/an), un été chaud (21,5 °C), un air très sec en été, sec en toutes saisons, des vents forts (fréquence de 40 à 50 % de vents > 5 m/s) et peu de brouillards. 
Pour la période 1971-2000, la température annuelle moyenne est de 12,7 °C, avec une amplitude thermique annuelle de 16,9 °C. Le cumul annuel moyen de précipitations est de 760 mm, avec 6 jours de précipitations en janvier et 2,7 jours en juillet. Pour la période 1991-2020, la température moyenne annuelle observée sur la station météorologique de Météo-France la plus proche, « Apt-Viton », sur la commune d'Apt à 9 km à vol d'oiseau, est de 13,9 °C et le cumul annuel moyen de précipitations est de 770,3 mm. 
La température maximale relevée sur cette station est de 43,6 °C, atteinte le 28 juin 2019 ; la température minimale est de −16,4 °C, atteinte le 7 janvier 1985,,. 
Les paramètres climatiques de la commune ont été estimés pour le milieu du siècle (2041-2070) selon différents scénarios d'émission de gaz à effet de serre à partir des nouvelles projections climatiques de référence DRIAS-2020. Ils sont consultables sur un site dédié publié par Météo-France en novembre 2022.

#### Épisode méditerranéen

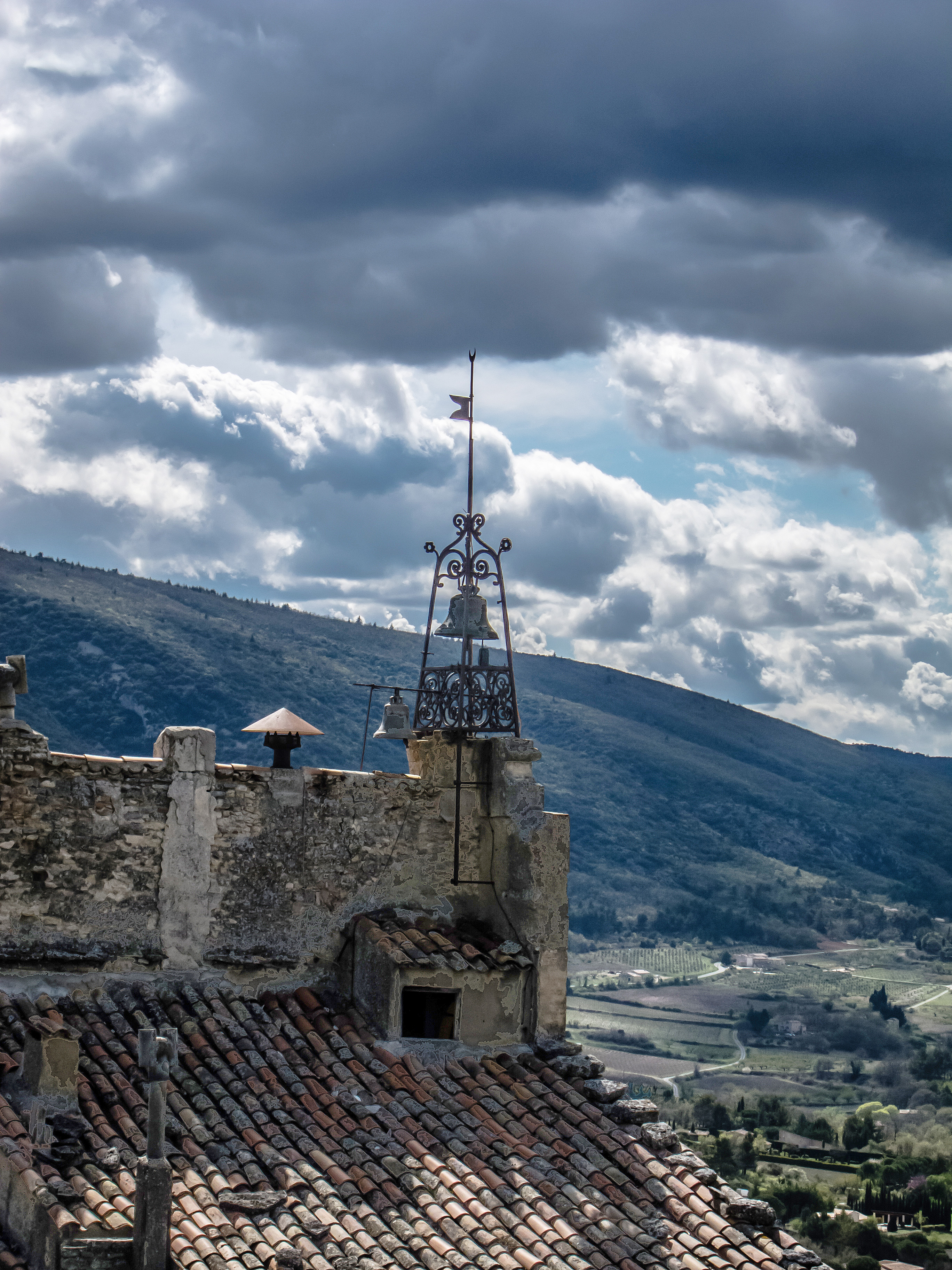
Épisode méditerranéen sur le Luberon.

Un épisode méditerranéen est un terme de météorologie qui désigne un phénomène produisant de très fortes pluies sur les reliefs du pourtour méditerranéen. Des flux d'air chaud, chargé d'humidité et remontant de la Méditerranée, provoquent de violents orages principalement sur les reliefs exposés au sud. Ils se produisent le plus souvent en automne, période où la mer Méditerranée est la plus chaude. Les exemples les plus récents sont l'inondation de Nîmes en 1988, les inondations qui ont frappé la vallée de l'Ouvèze et plus particulièrement la région de Vaison-la-Romaine en septembre 1992, les fortes pluies sur les départements du Gard et de Vaucluse en septembre 2010.

## Urbanisme

### Typologie
Au 1er janvier 2024, Bonnieux est catégorisée commune rurale à habitat très dispersé, selon la nouvelle grille communale de densité à sept niveaux définie par l'Insee en 2022.
Elle est située hors unité urbaine. Par ailleurs la commune fait partie de l'aire d'attraction d'Apt, dont elle est une commune de la couronne,. Cette aire, qui regroupe 18 communes, est catégorisée dans les aires de moins de 50 000 habitants,.

### Occupation des sols
L'occupation des sols de la commune, telle qu'elle ressort de la base de données européenne d’occupation biophysique des sols Corine Land Cover (CLC), est marquée par l'importance des territoires agricoles (50,2 % en 2018), en diminution par rapport à 1990 (51,7 %). La répartition détaillée en 2018 est la suivante : forêts (44,8 %), zones agricoles hétérogènes (21,7 %), cultures permanentes (19 %), terres arables (9,4 %), milieux à végétation arbustive et/ou herbacée (3,2 %), zones urbanisées (1,8 %). L'évolution de l’occupation des sols de la commune et de ses infrastructures peut être observée sur les différentes représentations cartographiques du territoire : la carte de Cassini (XVIIIe siècle), la carte d'état-major (1820-1866) et les cartes ou photos aériennes de l'IGN pour la période actuelle (1950 à aujourd'hui).

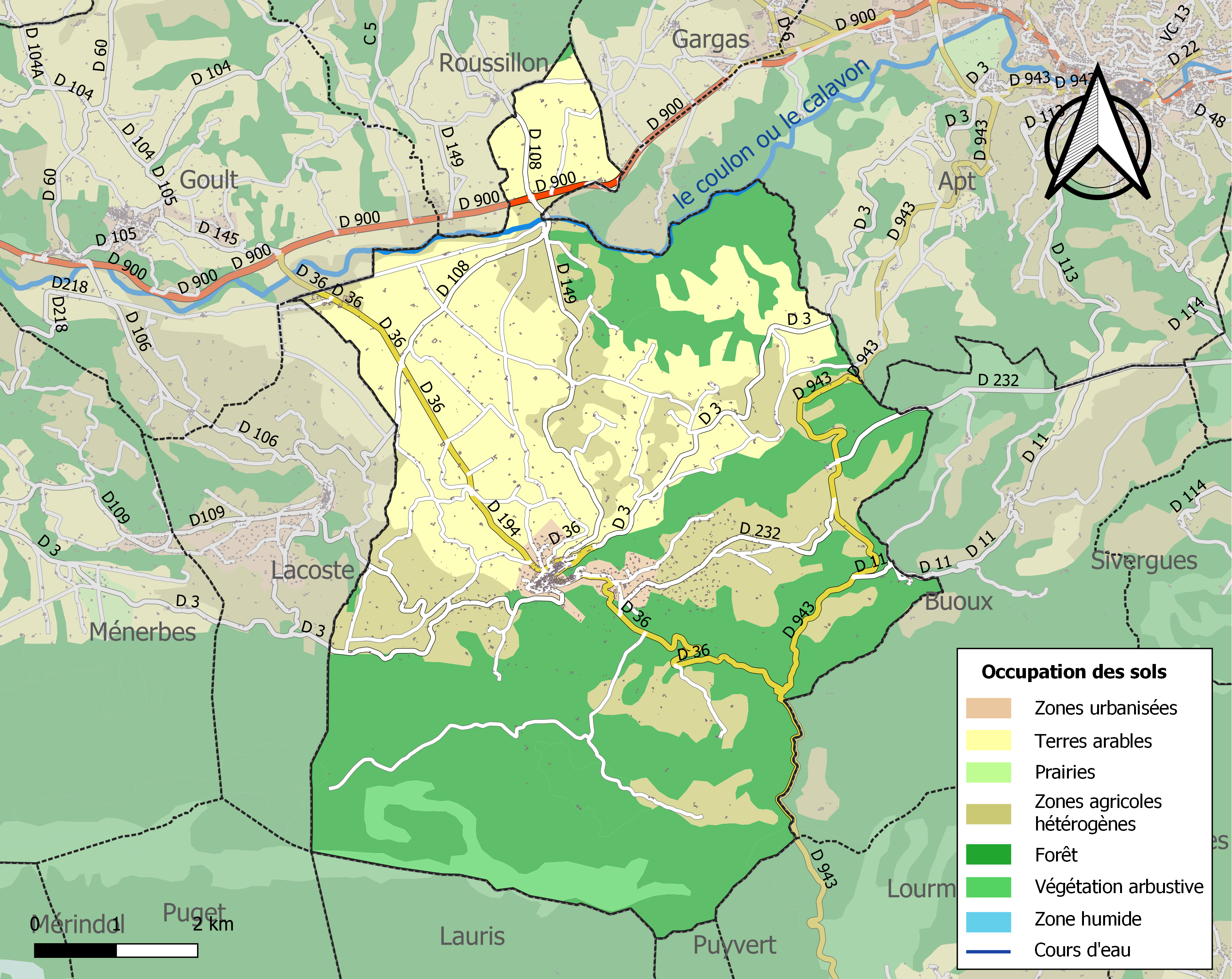
Carte des infrastructures et de l'occupation des sols de la commune en 2018 (CLC).

## Toponymie
Le nom du lieu-dit la Canorgue est formé sur le provençal canorguia, féminin de canorgue : chanoine. Il fait référence soit à une collégiale, soit à un bien appartenant à un chapitre de chanoines.
La dénomination occitane de Bonnieux est Bonius.
Il s'agit d'une formation toponymique gauloise ou gallo-romane en -(i)acum (forme latinisée du suffixe celtique continental -acon), suffixe locatif à l'origine, devenu également un élément marquant la propriété. La forme prise par ce suffixe dans domaine franco-provençal aboutit généralement à la terminaison -ieu, alors qu'ailleurs, c'est plutôt -(e)y / -(a)y (ou -ac dans le domaine d'oc). Toutefois, le toponyme apparait dans le pouillé du diocèse d'Apt au XVIe siècle, sous la forme latinisée Bonilhis.

## Histoire
- 57 000 ans : occupation moustérienne de l’abri du Pont de la Combette.
En 3 av. J.-C., le Pont Julien (voie Domitienne) est édifié.
On a la trace, au VIe siècle, de la fondation d'un monastère sur l'emplacement du temple païen de Mithra.
En 972, le village a déjà une forteresse et des murailles.
Cité en 1103 Castrum Bonils, le village de Bonnieux relevait du comté de Forcalquier au XIIe siècle. Lorsque ce comté perd son indépendance en 1209, à la mort de Guillaume II, un de ses neveux, Guillaume de Sabran tente de le relever. Après une lutte de dix ans, il passe un accord à Meyrargues le 29 juin 1220 avec Raimond Bérenger IV, comte de Provence et lui aussi héritier du comté de Forcalquier. Par cet accord, la moitié sud du comté, dont Bonnieux, lui est donnée. Guillaume de Sabran conserve sa moitié de comté jusqu'à sa mort, vers 1250. Le village est abandonné au XIIIe siècle, les habitants se réfugiant sous le château des Agoult.
Au début du XIVe siècle, Bonnieux devient terre pontificale et le demeure jusqu’au 14 septembre 1791. Cette appartenance au domaine pontifical en fait une enclave dans les terres du comte de Provence, et lui donne de ce fait une place à part dans l’histoire de la région.
Le fief viticole de la Canorgue est érigé en comté par Benoît XIV le 24 avril 1747 en faveur de Joseph de Méry, conseiller en la Cour des Aides de Provence.
Le 12 août 1793, Bonnieux est transféré des Bouches-du-Rhône au Vaucluse.
Le 14 novembre 1887, Bonnieux, comme tout le secteur du Luberon, est touché par un tremblement de terre. Le 11 juin 1909, un nouveau tremblement de terre frappe toute la Provence et se perçoit aussi en Luberon.

## Politique et administration

### Fiscalité
| Taxe                                                | Part communale | Part intercommunale | Part départementale | Part régionale |
| --------------------------------------------------- | -------------- | ------------------- | ------------------- | -------------- |
| Taxe d'habitation (TH)                              | 11,02 %        | 0,00 %              | 7,55 %              | 0,00 %         |
| Taxe foncière sur les propriétés bâties (TFPB)      | 13,25%         | 0,00 %              | 10,20 %             | 2,36 %         |
| Taxe foncière sur les propriétés non bâties (TFPNB) | 35,87 %        | 0,00 %              | 28,96 %             | 8,85 %         |
| Taxe professionnelle (TP)                           | 00,00 %        | 18,00 %             | 13,00 %             | 3,84 %         |

La part régionale de la taxe d'habitation n'est pas applicable.

### Jumelages
Ittenheim (France)

## Population et société

### Démographie
L'évolution du nombre d'habitants est connue à travers les recensements de la population effectués dans la commune depuis 1793. Pour les communes de moins de 10 000 habitants, une enquête de recensement portant sur toute la population est réalisée tous les cinq ans, les populations de référence des années intermédiaires étant quant à elles estimées par interpolation ou extrapolation. Pour la commune, le premier recensement exhaustif entrant dans le cadre du nouveau dispositif a été réalisé en 2004.

En 2022, la commune comptait 1 166 habitants, en évolution de −14,83 % par rapport à 2016 (Vaucluse : +1,73 %, France hors Mayotte : +2,11 %).
| 1793  | 1800  | 1806  | 1821  | 1831  | 1836  | 1841  | 1846  | 1851  |
| ----- | ----- | ----- | ----- | ----- | ----- | ----- | ----- | ----- |
| 2 540 | 2 450 | 2 539 | 2 608 | 2 560 | 2 723 | 2 804 | 2 705 | 2 674 |

| 1856  | 1861  | 1866  | 1872  | 1876  | 1881  | 1886  | 1891  | 1896  |
| ----- | ----- | ----- | ----- | ----- | ----- | ----- | ----- | ----- |
| 2 631 | 2 530 | 2 520 | 2 534 | 2 507 | 2 180 | 2 175 | 2 022 | 1 845 |

| 1901  | 1906  | 1911  | 1921  | 1926  | 1931  | 1936  | 1946  | 1954  |
| ----- | ----- | ----- | ----- | ----- | ----- | ----- | ----- | ----- |
| 1 783 | 1 722 | 1 686 | 1 435 | 1 483 | 1 489 | 1 437 | 1 390 | 1 312 |

| 1962  | 1968  | 1975  | 1982  | 1990  | 1999  | 2004  | 2006  | 2009  |
| ----- | ----- | ----- | ----- | ----- | ----- | ----- | ----- | ----- |
| 1 322 | 1 292 | 1 360 | 1 385 | 1 422 | 1 417 | 1 363 | 1 400 | 1 424 |

| 2014  | 2019  | 2022  | - | - | - | - | - | - |
| ----- | ----- | ----- | - | - | - | - | - | - |
| 1 358 | 1 206 | 1 166 | - | - | - | - | - | - |

### Enseignement

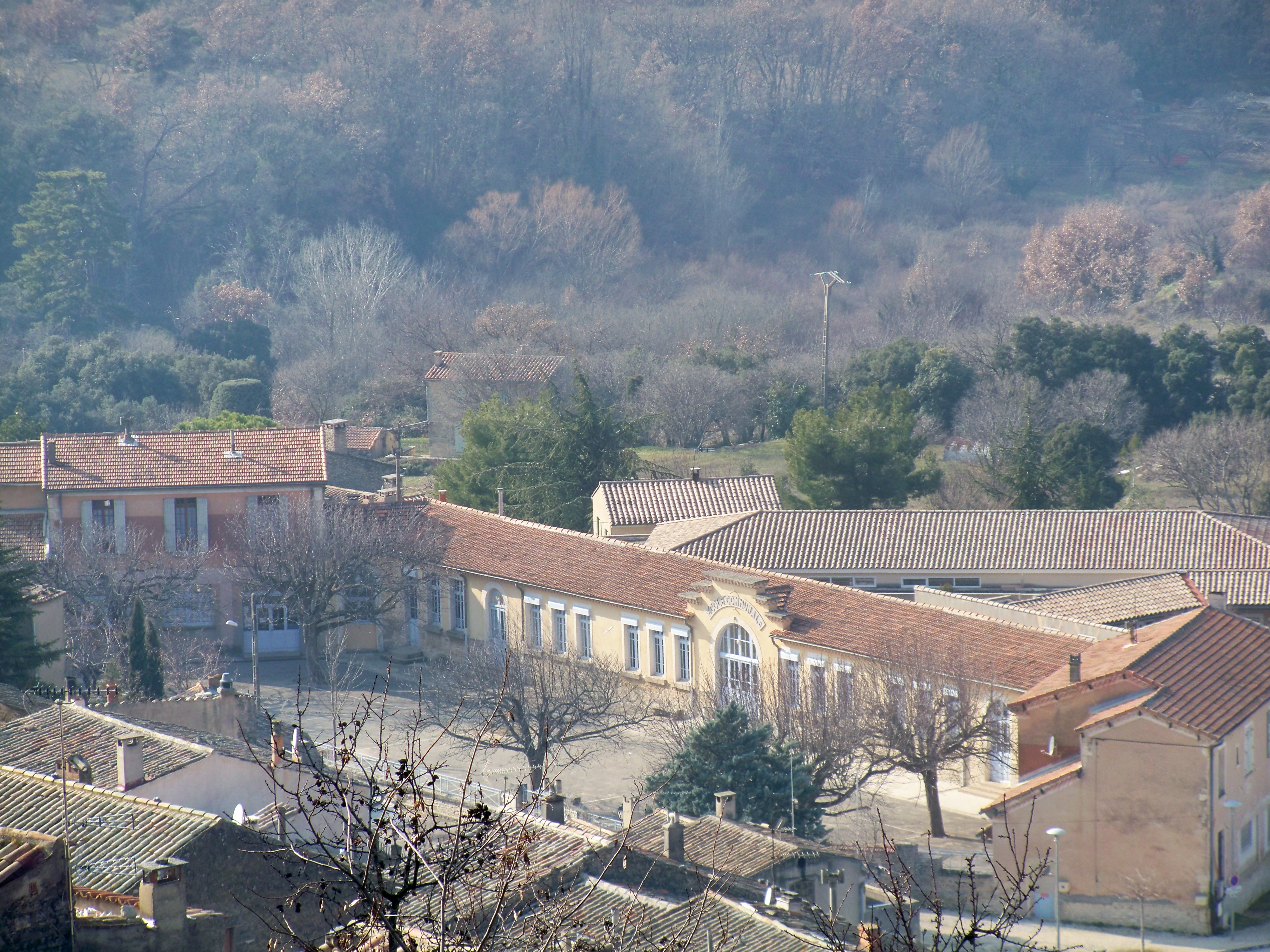
Groupe scolaire de Bonnieux.

La commune possède une école maternelle et une école primaire publique. Les élèves sont ensuite affectés au collège et au lycée Charles-de-Gaulle d'Apt.

## Économie locale

### Tourisme
Le tourisme, comme pour tous les hauts-lieux du nord Luberon (Gordes, Ménerbes, Lacoste, Roussillon...), est une partie importante de l'activité économique locale. La variété architecturale et la diversité floristique du lieu (plateau des Claparèdes, forêt des cèdres) ont facilité le développement du tourisme.

### Agriculture

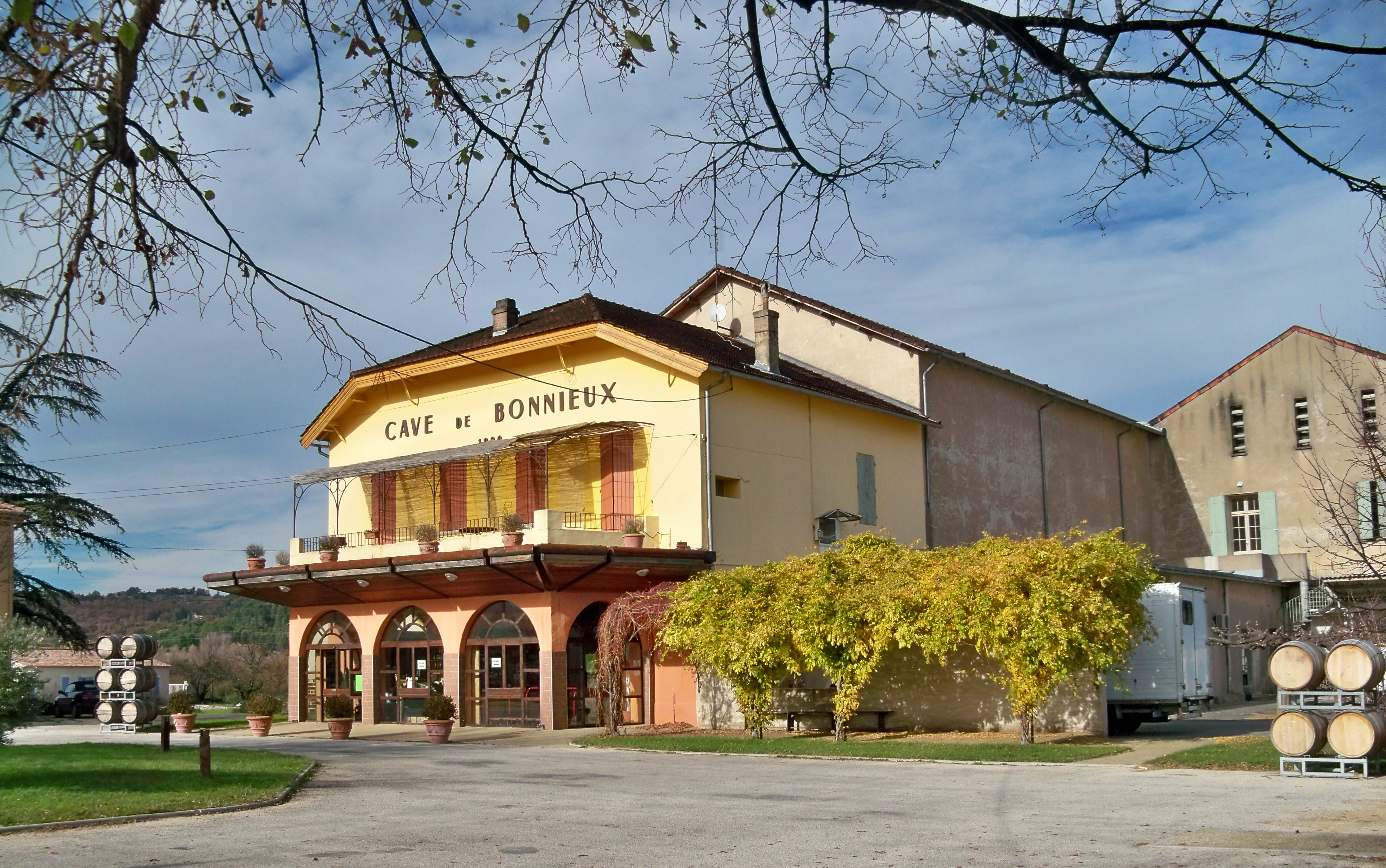
Cave de Bonnieux.

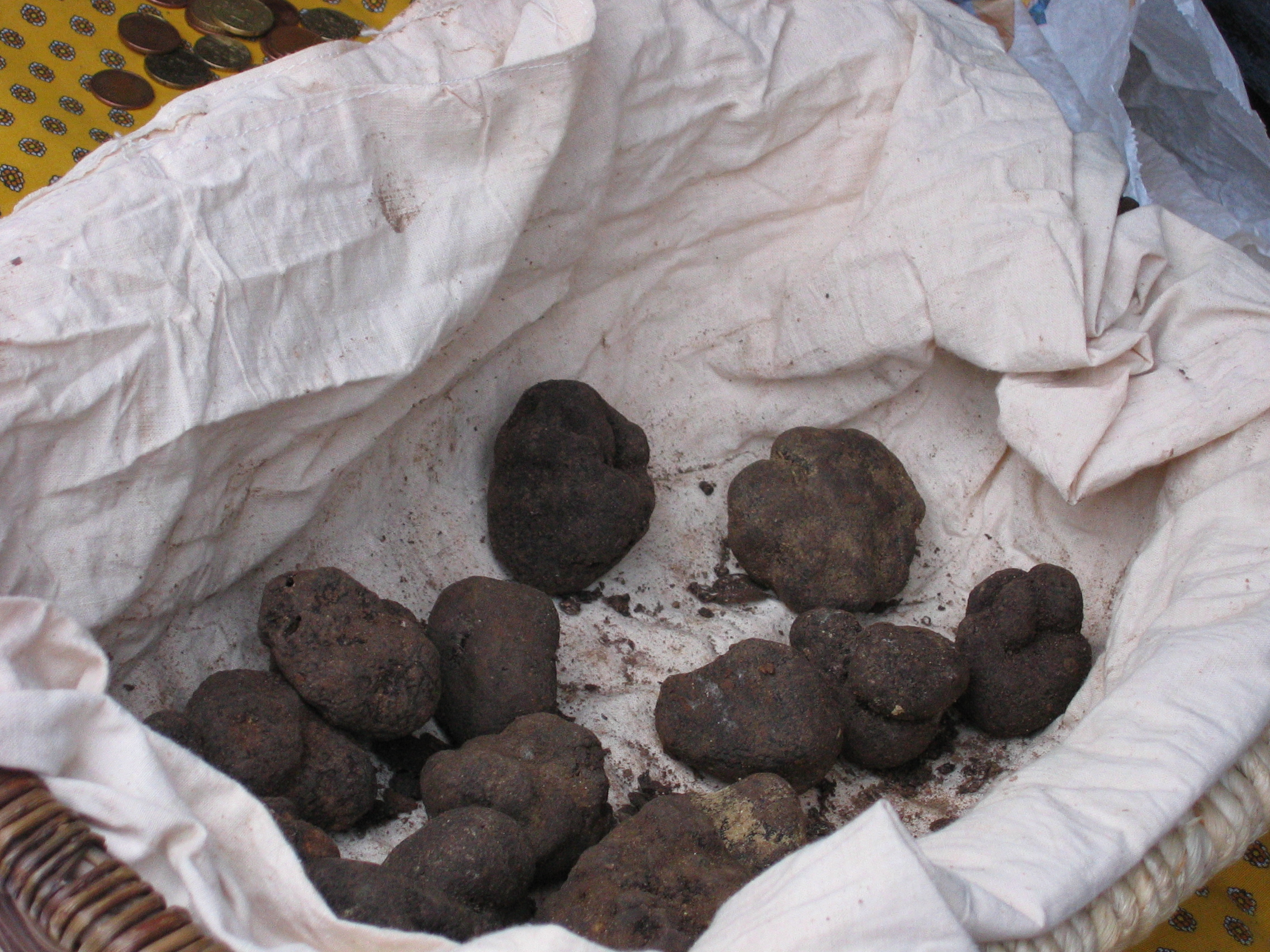
Panier de truffes de Vaucluse.

La commune produit des vins AOC Ventoux et Luberon. À Bonnieux, le fief viticole de la Canorgue est érigé en comté par Benoît XIV le 24 avril 1747. Aujourd'hui dénommé Château de la Canorgue, ce domaine viticole tire son nom de canourgue qui nomme les chanoines en provençal. Les vins qui ne sont pas en appellation d'origine contrôlée peuvent revendiquer, après agrément, le label Vin de pays d'Aigues.
Fleuron de la gastronomie française, la truffe est une spécialité provençale, puisque la région produit 80 % des truffes en France. Le Vaucluse, autour du piémont du mont Ventoux est, avec la Drôme provençale, le premier producteur de Tuber melanosporum. Son marché reste hors normes, car c'est la seule production à échapper aux inspecteurs de l'administration fiscale, aucune transaction n'étant réglée par chèque. L'approche des fêtes de fin d'année fait exploser les prix. Mais les meilleures truffes sont celles du mois de janvier, période où elles sont à pleine maturité. En saison, ce sont les marchés de Carpentras et de Richerenches, les plus importants de la région, qui fixent les cours. Les rabassiers (trufficulteurs) affirment, pour justifier les prix, que le « diamant noir » naît entre les pluies des deux Vierges.
La truffe se récolte jusqu'à 1 000 mètres d'altitude. Préférant les terrains calcaires, elle se développe toujours en symbiose avec le chêne blanc ou vert, le frêne et le charme. Il est affirmé que les plus fines poussent à l'ombre du tilleul. Les trufficulteurs organisent chaque année des week-ends permettant de découvrir la rabasse in-situ sur les communes de Visan, Bonnieux, Monieux, Orange et Saint-Pierre-de-Vassols.
Il existe un marché de produits fermiers et saisonniers le vendredi matin.
Tous les ans, pendant le week-end de Pâques, le village accueille un marché potier.

## Culture et patrimoine

### Lieux et monuments

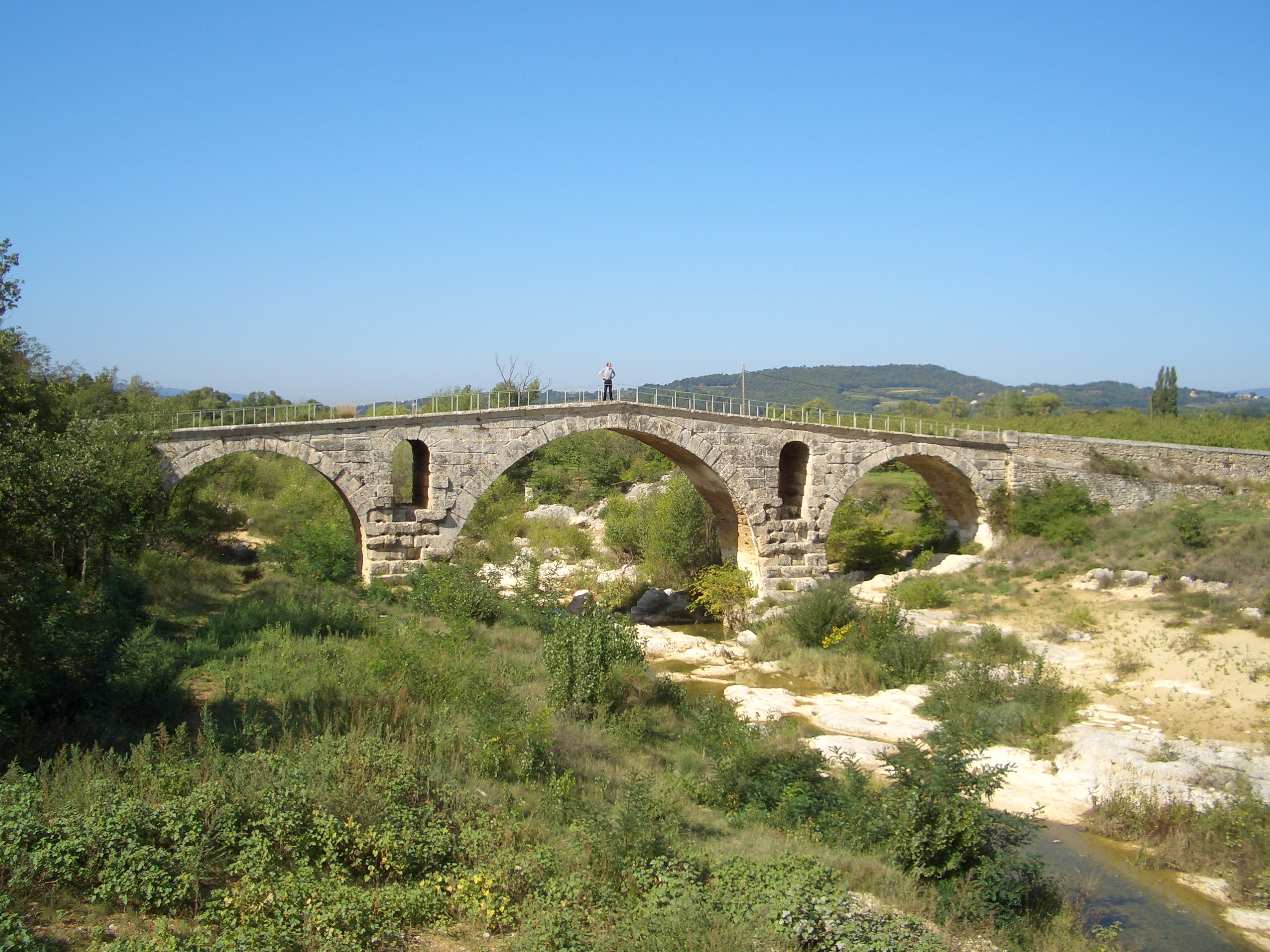
Pont Julien.

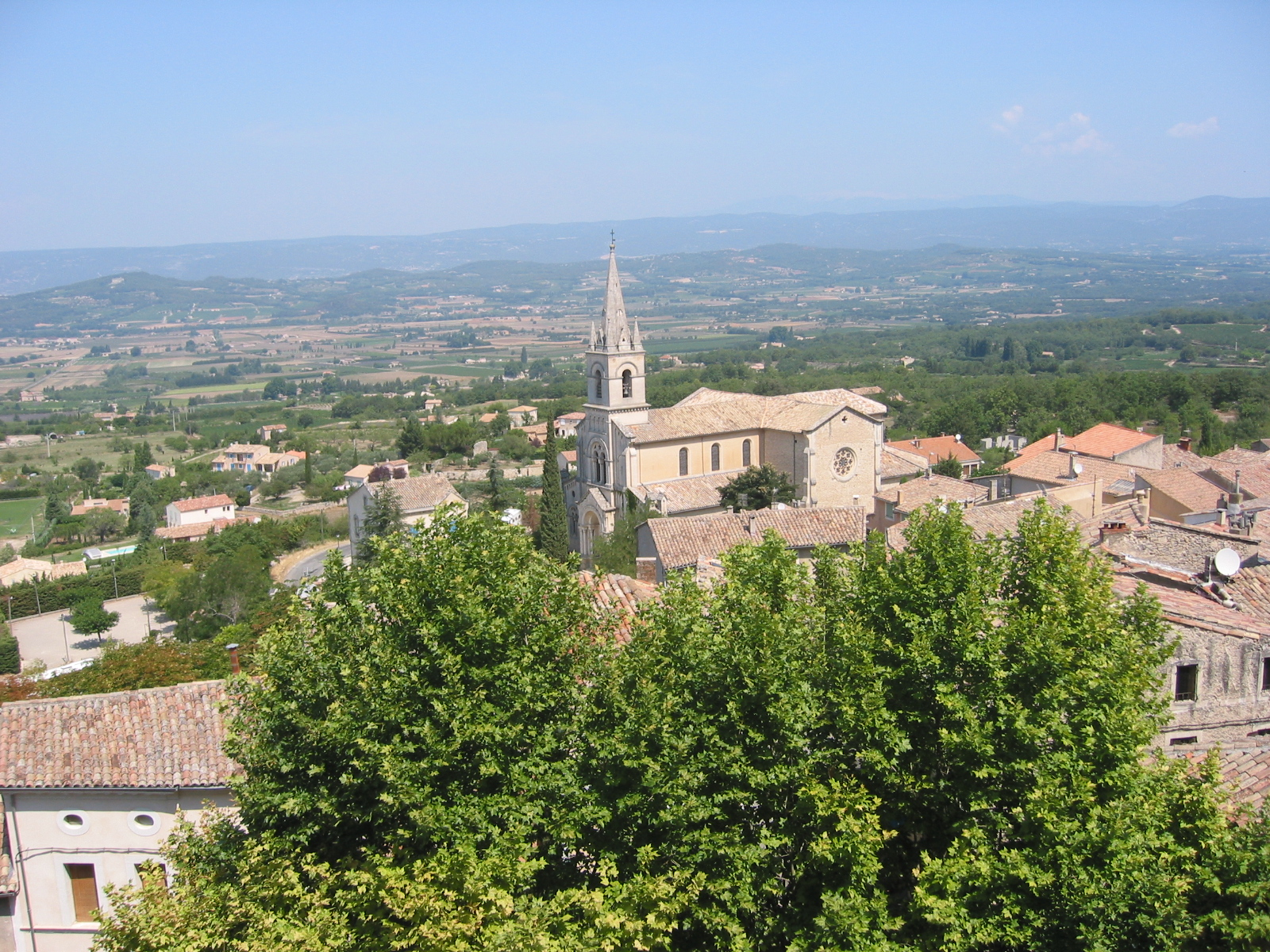
L'église neuve.

- Le village est dominé par sa Vieille Église (ou église haute) du XIIe siècle, mêlant éléments romans et gothiques. Une autre église (église neuve) fut bâtie en 1870.
- Le prieuré Saint-Symphorien.
- Église haute de Bonnieux. L'édifice a été classé au titre des monuments historiques en 1980[37].
- Église neuve de Bonnieux.
- Couvent des Récollets de Bonnieux, du XVIIe siècle, inscrit au titre des monuments historiques en 1994.
- Cimetière de Bonnieux.
- Vestiges de tours et remparts du XIIe siècle.
- Hôtel de Rouville, belle demeure du XVIIIe siècle (ancienne mairie et annexe de la mairie actuelle).
- Le pont Julien, à 5 km au nord du village, est un édifice romain datant de l'an 3 av. J.-C. de la voie Domitienne, d'une portée de plus de 40 m. et qui fut en service routier sur le trajet de la D 149 jusqu'en 2005.
- La tour Philippe, construction haute d'une trentaine de mètres[38], réalisée à la fin du XIXe siècle par un original, Philippe Audibert, qui « voulait voir la mer » depuis le Luberon[39],[40],[41].
- Le plateau des Claparèdes abrite de très nombreuses cabanes en pierre sèche, construites par les paysans du XIXe siècle pour servir d'abris temporaires ou saisonniers dans des parcelles éloignées de leur village d'origine[42].
- Le village possède un musée de la boulangerie et une maison du livre et de la culture[43].
- La forêt des cèdres du Luberon s'étend sur les communes de Bonnieux, Lacoste et Ménerbes, sur quelque 250 hectares. On y accède depuis Bonnieux en suivant la direction de Lourmarin. Avant de l'atteindre, vue sur la montagne Sainte-Victoire. Provenant de l'Atlas marocain, les cèdres ont été plantés sous Napoléon III, en 1862. Belles promenades à faire à pied l'été pour profiter de l'ombre, pas si répandue dans la région (l'hiver, le mistral rend l'endroit glacé).

## Habitat

### Habitat perché

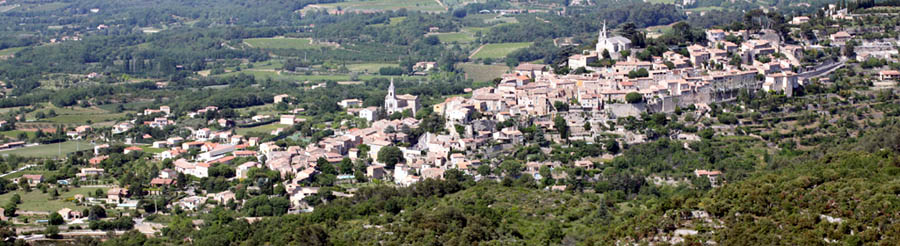
Le village vu du sud.

Ce type d'habitat est considéré comme typiquement provençal, il est surtout typiquement méditerranéen. Ces villages sis sur leur « acropole rocheuse », qui ont gardé leur aspect médiéval, forment par l'orientation des façades de leurs maisons - vers la vallée ou la voie de communication - un véritable front de fortification.
Fernand Benoit souligne leur origine quelquefois préhistorique en signalant que Cicéron, à propos des Ligures qui peuplaient la région, les dénomme castellani, c'est-à-dire habitants des castellas (Brutus, LXXIII, 256).
Ces villages perchés se trouvent essentiellement dans les zones collinaires dont le terroir est pauvre en alluvions et où l'eau est rare. Ce qui est le cas général en Provence sauf dans la basse vallée du Rhône et dans celle de la Durance, où les terres alluvionnaires abondent et surtout où l'eau est facilement accessible pour chaque propriété grâce à un puits creusé dans la cour de la maison.
De plus, ce groupement en communauté refermée sur elle-même correspond à des régions de petites propriétés, où les seules terres fertiles se situent au fond de quelques vallons, et ce regroupement a facilité l'existence d'un artisanat rural indispensable aux villageois (charron, forgeron, etc.). À contrario, l'habitat dispersé implique de grands domaines qui tendent à vivre en autarcie. D'où la loi émise par Fernand Benoit « La misère groupe l'habitat, l'aisance le disperse ».

### Maison en hauteur

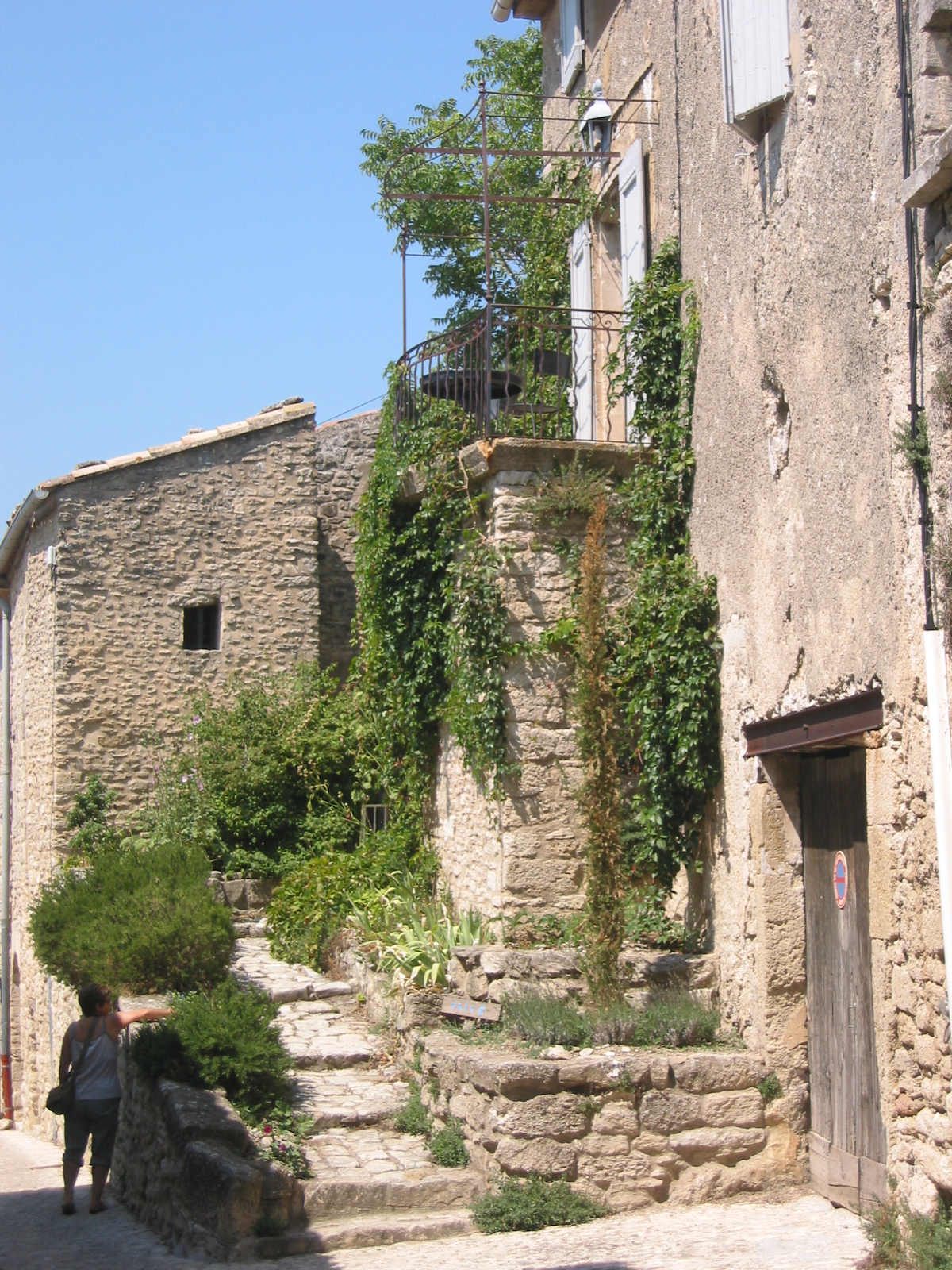
Maison en hauteur dans le village.

Fernand Benoit explique que « son originalité consiste à placer les bêtes en bas, les hommes au-dessus ». Effectivement, ce type d'habitation, qui se retrouve essentiellement dans un village, superpose sous un même toit, suivant une tradition méditerranéenne, le logement des humains à celui des bêtes. La maison en hauteur se subdivise en une étable-remise au rez-de-chaussée, un logement sur un ou deux étages, un grenier dans les combles. Elle était le type de maison réservée aux paysans villageois qui n'avaient que peu de bétail à loger, étant impossible dans un local aussi exigu de faire tenir des chevaux et un attelage.
Elle se retrouve aujourd'hui dans nombre de massifs montagneux ou plateaux de la Provence occidentale.
Ces maisons datent pour la plupart du XVIe siècle, période où les guerres de religion imposèrent de se retrancher derrière les fortifications du village. Celles-ci finies, il y eut un mouvement de sortie pour établir dans la périphérie de l'agglomération des « maisons à terre », plus aptes à recevoir des bâtiments annexes.
En effet, ce type d'habitation, regroupant gens et bêtes dans un village, ne pouvait que rester figé, toute extension lui étant interdite sauf en hauteur. Leur architecture est donc caractéristique : une façade étroite à une ou deux fenêtres, et une élévation ne pouvant dépasser quatre à cinq étages, grenier compris avec sa poulie extérieure pour hisser le fourrage. Actuellement[Quand ?], les seules transformations possibles - ces maisons ayant perdu leur statut agricole - sont d'installer un garage au rez-de-chaussée et de créer de nouvelles chambres au grenier. Pour celles qui ont été restaurées avec goût, on accède toujours à l'étage d'habitation par un escalier accolé à la façade.
La présence de terrasse ou balcon était une constante. La terrasse servait, en priorité, au séchage des fruits et légumes suspendus à un fil de fer. Elle était appelée trihard quand elle accueillait une treille qui recouvrait une pergola rustique. Quand elle formait loggia, des colonnettes soutenant un auvent recouvert de tuiles, elle était nommée galarié ou souleriè.

### Maison à terre

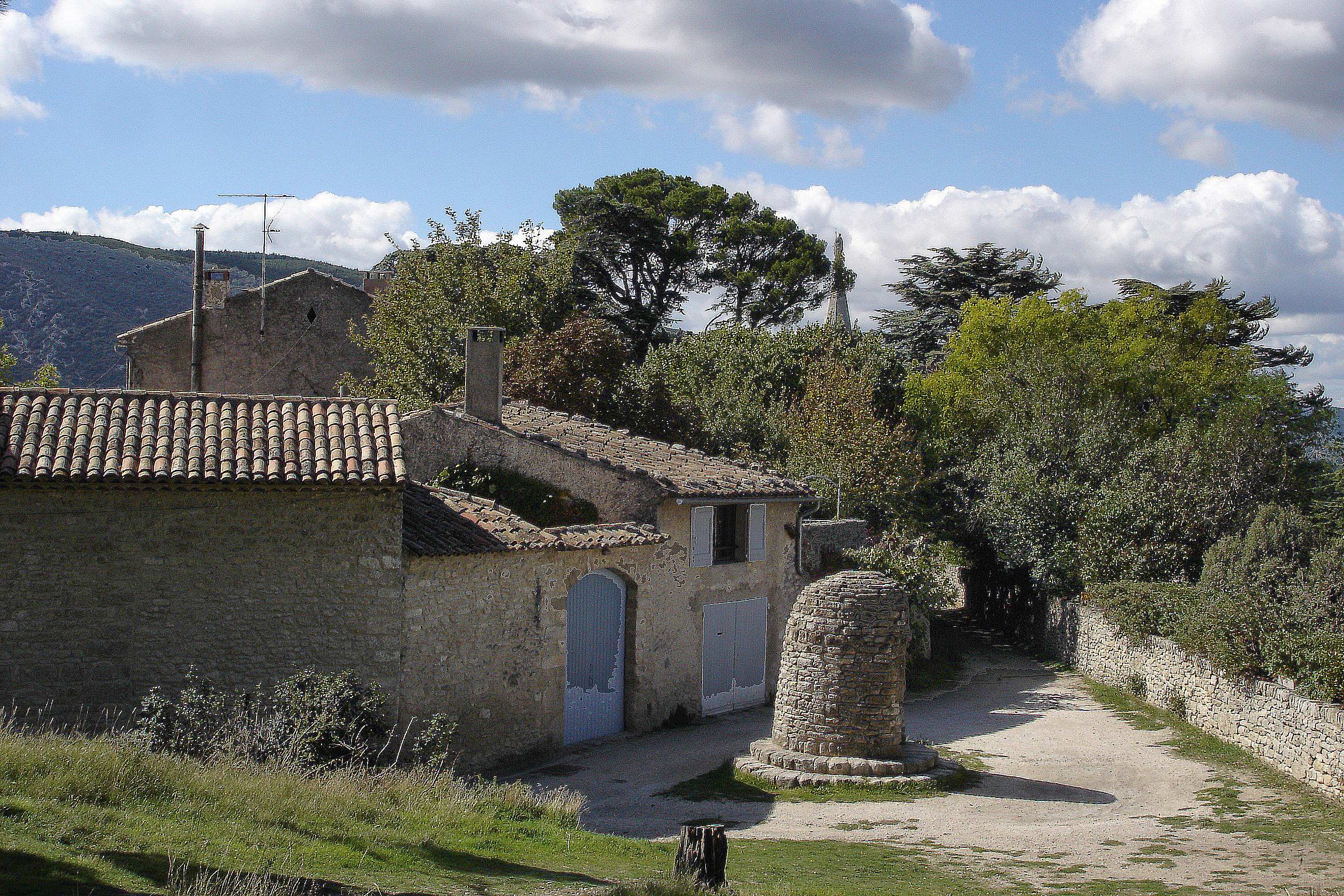
Maison à terre et son puits recouvert.

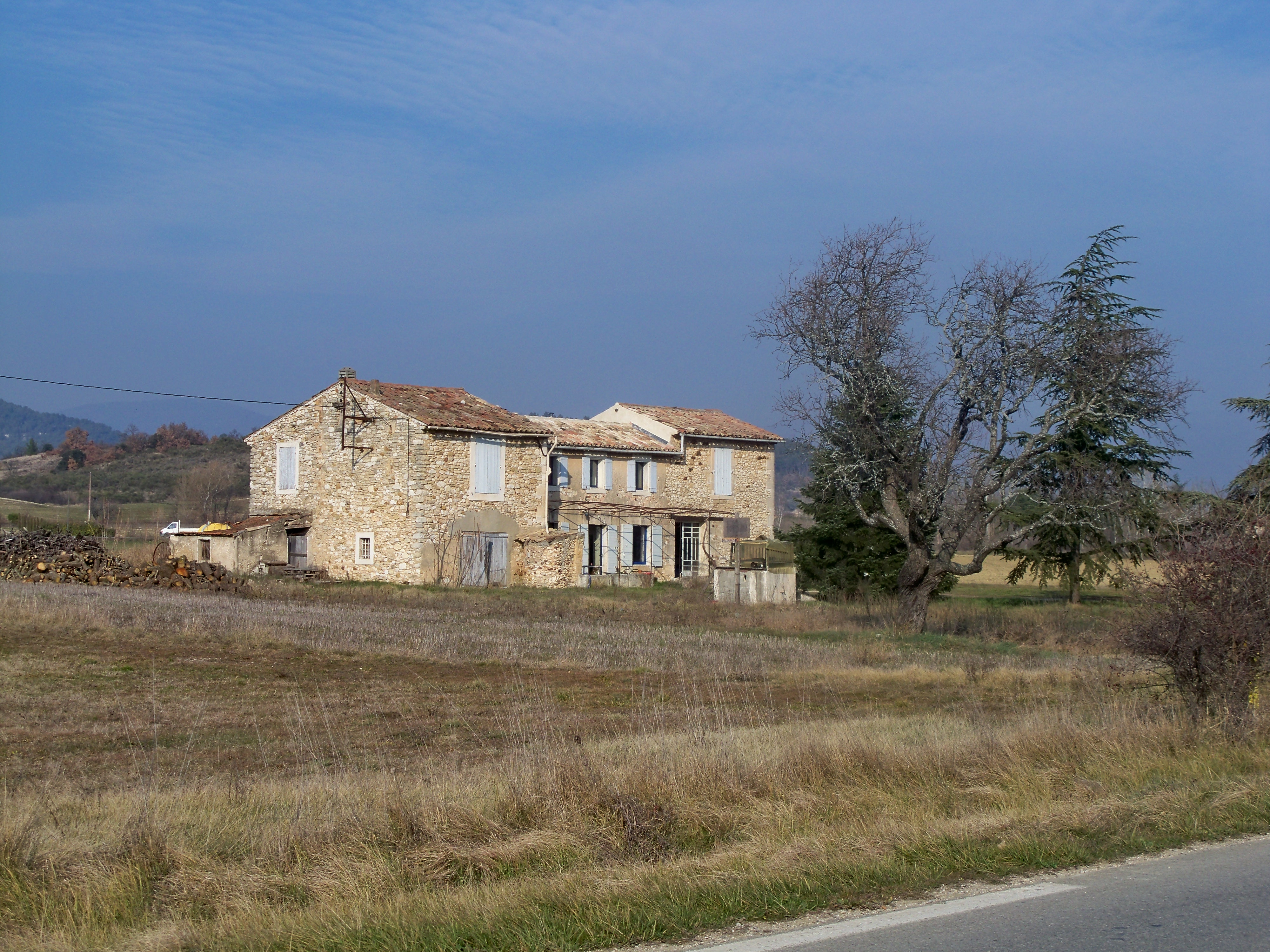
Bastide (maison à terre).

Compartimenté dans le sens de la longueur, ce type de maison représente un stade d'évolution plus avancé que la « maison en hauteur ». Il est caractéristique de l'habitat dispersé. C'est l'habitation traditionnelle des pays de « riche culture » et la lavande en fut une.
Ce type de maison est divisé en deux parties très distinctes dans le sens de la longueur. Le rez-de-chaussée est occupé par une salle commune dans laquelle est intégrée la cuisine. Très souvent se trouve à l'arrière un cellier contenant la réserve de vin et une chambre. Un étroit couloir, qui permet d'accéder à l'étage, sépare cet ensemble de la seconde partie réservée aux bêtes. Celle-ci se compose, dans la plupart des cas, d'une remise qui peut servir d'écurie et d'une étable. L'étage est réservé aux chambres et au grenier à foin qui correspond par une trombe avec l'étable et l'écurie.
À cet ensemble, s'ajoutaient des annexes. Une des principales était la tour du pigeonnier, mais la maison se prolongeait aussi d'une soue à cochons, d'une lapinière, d'un poulailler et d'une bergerie.
Alors qu'aucune maison en hauteur ne disposait de lieu d'aisance, même en ville, la maison à terre permet d'installer ces « lieux » à l'extérieur de l'habitation. Jusqu'au milieu du XXe siècle, c'était un simple abri en planches recouvert de roseaux (canisse) dont l'évacuation se faisait directement sur la fosse à purin ou sur le fumier.
La construction d'un tel ensemble étant étalée dans le temps, il n'y avait aucune conception architecturale préétablie. Chaque propriétaire agissait selon ses nécessités et dans l'ordre de ses priorités. Ce qui permet de voir aujourd'hui l'hétérogénéité de chaque ensemble où les toitures de chaque bâtiments se chevauchent généralement en dégradé.
Chaque maison se personnalisait aussi par son aménagement extérieur. Il y avait pourtant deux constantes. La première était la nécessité d'une treille toujours installée pour protéger l'entrée. Son feuillage filtrait les rayons de soleil l'été, et dès l'automne la chute des feuilles permettait une plus grande luminosité dans la salle commune. La seconde était le puits toujours situé à proximité. Il était soit recouvert d'une construction de pierres sèches en encorbellement qui se fermait par une porte de bois, soit surmonté par deux piliers soutenant un linteau où était accrochée une poulie permettant de faire descendre un seau. L'approvisionnement en eau était très souvent complété par une citerne qui recueillait les eaux de pluie de la toiture.
Le pigeonnier devint, après la Révolution la partie emblématique de ce type d'habitat puisque sa construction signifiait la fin des droits seigneuriaux, celui-ci étant jusqu'alors réservé aux seules maisons nobles. Il était soit directement accolé à la maison, mais aussi indépendant d'elle. Toujours de dimension considérable, puisqu'il était censé ennoblir l'habitat, il s'élevait sur deux étages, le dernier étant seul réservé aux pigeons. Pour protéger ceux-ci d'une invasion de rongeurs, son accès était toujours protégé par un revêtement de carreaux vernissés qui les empêchait d'accéder à l'intérieur.

### Maison à cour

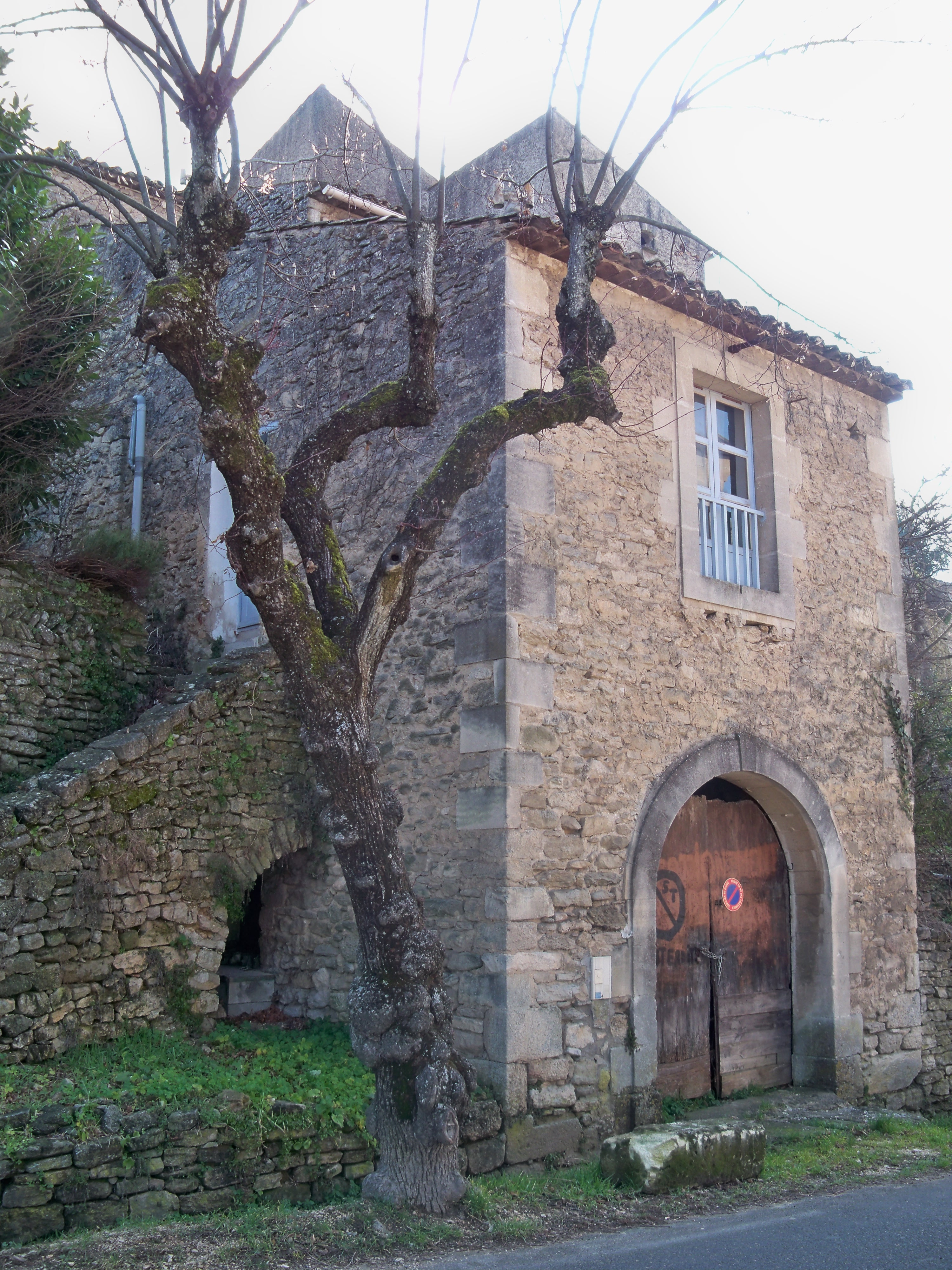
Maison à tours et à cour.

Ce type d'habitation est composé de bâtiments et de dépendances ordonnés autour d'une cour centrale. Cet ensemble est caractéristique des grands domaines céréaliers et prend souvent l'aspect d'un château avec des murs flanqués d'échauguettes et des tours d'angle. Il est adapté à une vie agricole où le climat n'impose pas une grange pour engranger les javelles de blé avant le dépiquage, celui-ci ayant lieu aussitôt les gerbes coupées sur l'aire de terre battue. Dans ce mode culturel, les grains sont entrés en sacs dans une remise tandis que les moissonneurs élèvent les meules de paille avec comme seule protection contre la pluie un mélange de poussier et de terre glaise. Seul est rentré le fourrage.
Cette structure agraire est rare en Provence.

### Maison à tours
C'est le style des grandes maisons seigneuriales qui va traverser les siècles même après la Renaissance. Il s'agit de bâtisses isolées, avec ou sans cour intérieure, dont la façade est flanquée de deux tours ou qui est protégée par quatre tours d'angle.
La fortification des maisons de campagne est une pratique fort ancienne. Elle se retrouve, dès le haut Moyen Âge, avec le castellum dont celles de Provence reprennent le plan avec ses tours d'angle. C'est un héritage romain puisque nombre de villæ rusticæ furent protégées par des tours.

### Cabanon

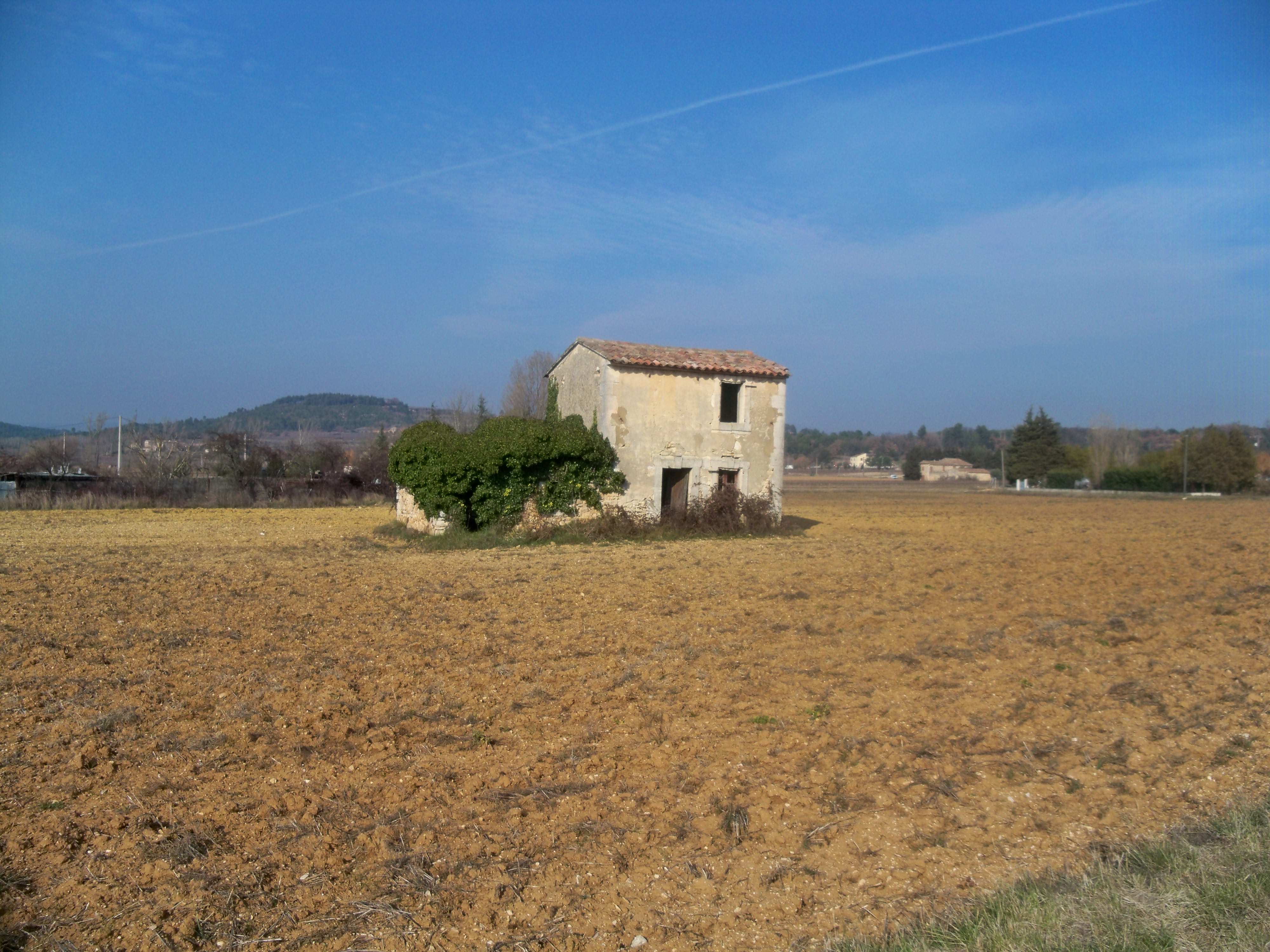
Cabanon en plein champ.

L'existence de cette « maisonnette des champs » est toujours liée à une activité agricole qui contraint le paysan à rester éloigné de sa résidence habituelle. Dans son étude sur l'habitat rural, Fernand Benoit envisage à la fois le cas du pastoralisme et celui du sédentarisme. Pour le premier, la transhumance, qui permet aux troupeaux d'estiver dans les alpages, implique l'usage d'un habitat sur place de « type élémentaire » pour le berger. Suivant le lieu, il prend l'aspect d'un jas en pierre sèche ou d'une cabane édifiée en matériaux composites. Ce refuge lui sert à la fois d'abri et de laiterie.
Pour le paysan sédentaire, c'est l'éloignement de ses cultures qui impose un habitat aménagé près de son champ. Dans ce dernier cas, le cabanon correspond à un véritable habitat saisonnier qui est utilisé lors des travaux de longue durée.
Ces cabanons, qui se trouvent à l'orée ou au centre du champ, avaient aussi un rôle d'affirmation sociale pour le paysan. Ils étaient considérés comme « le signe de la propriété sur une terre qu'il entendait distinguer du communal ».

### Borie
On nomme ainsi en Provence une cabane de pierre sèche. Le terme de borie est issu du latin boria - déjà référencé dans le quartier Borianum d'Arles - et s'orthographie bori en provençal. Elle est aussi dénommée cabanon pointu dans les Alpes provençales (région de Forcalquier). Ce type de construction réalisé uniquement en pierres sèches, permettait au paysan de stocker (serrer en provençal) ses instruments agraires, protéger sa récolte ou plus spécifiquement sa réserve d'eau et, au besoin, d'y passer la nuit. La borie était donc une annexe de l'habitat permanent. Ce type de construction en pierre sèche est facilité par l'épierrage des champs. En Provence, il est courant dans les régions montueuses, de plateaux secs, des coteaux travaillés en restanques.

Bories du plateau des Claparèdes
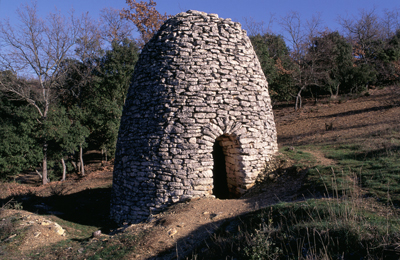
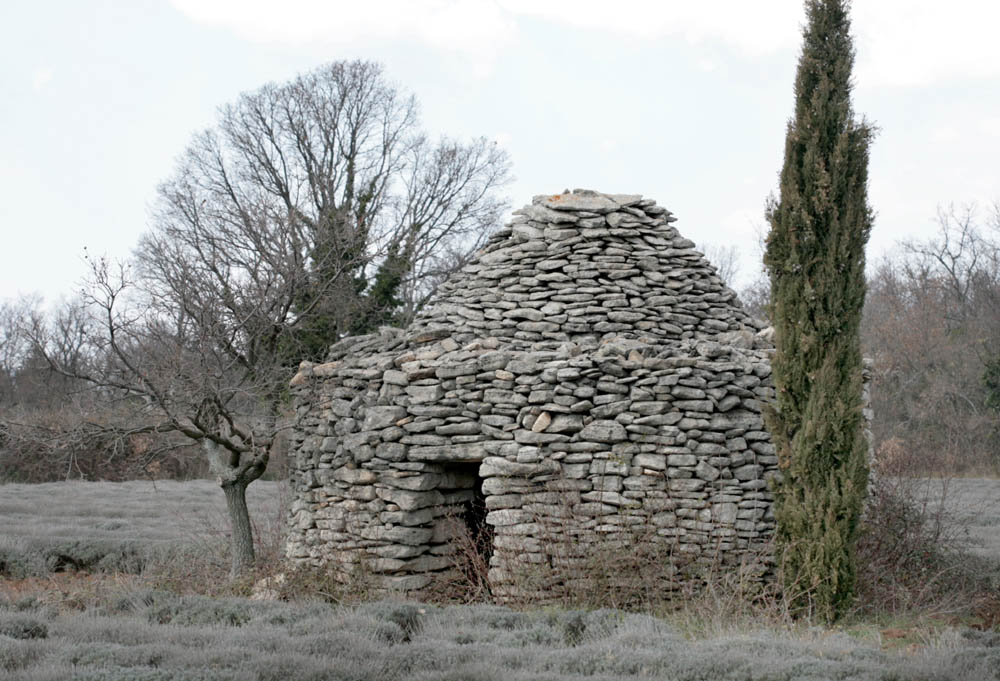
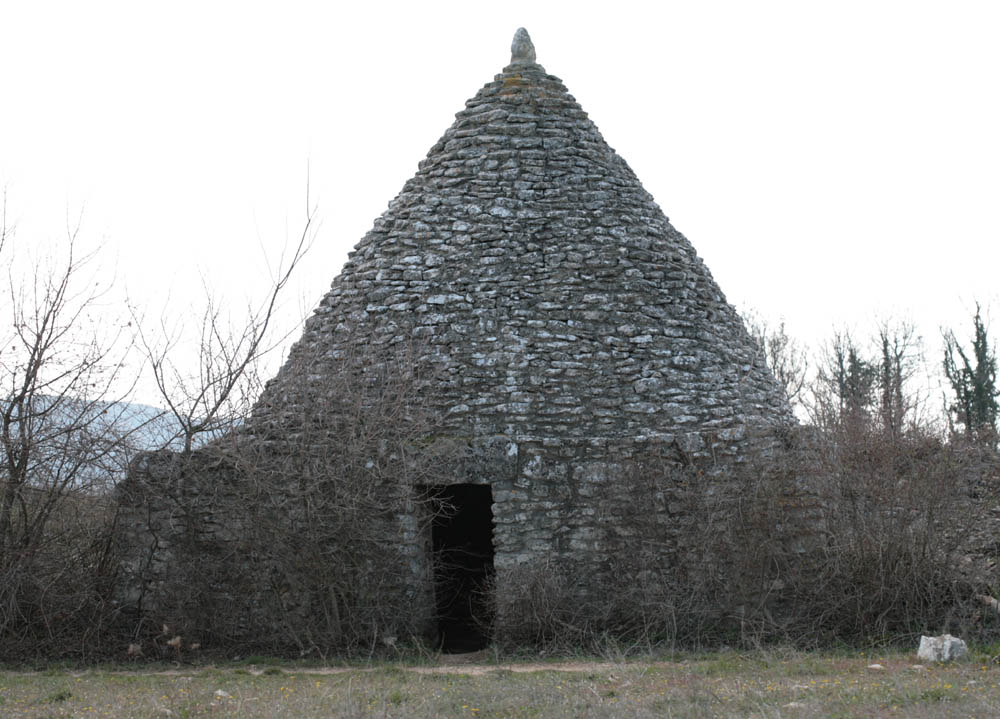

## Personnalités liées à la commune
Les viguiers et maires ayant marqué Bonnieux :
- Jean Baptiste de Terris (1734-1817), viguier, docteur en médecine de l'université d'Avignon,
- Joseph-Marie de Terris (1775-1857), maire de Bonnieux, élu au conseil général du Vaucluse[57].

Personnalités nées dans la commune :
- Les frères Joseph-Stanislas-François-Alexis Rovère et Siméon Rovère, le premier membre de la Convention, le deuxième évêque constitutionnel de Vaucluse, qui démissionna en 1794.
- Louis Paul Rastouil (1884-1966), évêque de Limoges.

Personnalités décédées dans la commune :
- Wang Jian (1961[58]-2018), milliardaire chinois cofondateur du groupe d'aviation HNA Group, se tue accidentellement le 3 juillet 2018 en chutant d'une douzaine de mètres d'un parapet de la rue du Castelas, en tentant de prendre des photos de la Forêt des cèdres du Luberon[59],[60].

Personnalités résidant ou ayant résidé à Bonnieux :
- À l'été 1971, le poète Yves Bonnefoy y a résidé et écrit L'arrière-pays.
- Daniel Auteuil et Emmanuelle Béart y ont vécu quand ils étaient mariés.
- Edouard Loubet, chef doublement étoilé de La Bastide de Capelongue.
- Jack Lang, Danièle Évenou et Georges Fillioud.
- Georges Soteras (1917-1990), peintre né en Espagne, a longtemps vécu au village et y est décédé.
- L'architecte Georges Candilis y posséda une maison de vacances (la Croupatière), où il organisa une réunion du Team X en juin 1977.
- Edy Legrand (1892-1970), peintre, graveur et illustrateur, né à Bordeaux et mort à Bonnieux.
- Maurice Ronet (1927-1983), acteur, y a longtemps séjourné ; il y est enterré - une rue porte son nom près de son ancienne résidence.
- Denis Brihat, photographe.
- John Malkovich, acteur, y possède une propriété.
- Jean des Vallières (1895-1970) (marié à Rose-Marie de Terris), militaire, écrivain et homme de cinéma. Il est enterré au cimetière. Il a notamment écrit (pour ce qui concerne la Provence) : Les Filles du Rhône en 1938 aux Éditions Albin Michel, Le Chevalier de la Camargue : Folco de Baroncelli, marquis de Javon en 1956 aux Éditions André Bonne (prix Boudonnot décerné par l'Académie française), Mademoiselle de Mallemort en 1960 aux Éditions Albin Michel et Découverte de la Provence en 1965.
- Hervé des Vallières (1921-2005) (fils de Jean des Vallières), directeur artistique, publicitaire et dessinateur humoristique (sous le nom d'Hervé). Il descendait par sa mère en ligne directe de Noble O'Terris (son nom ayant été transformé ultérieurement en de Terris) arrivé à Bonnieux au XVe siècle en provenance d'Écosse[61],[62]. Hervé des Vallières est enterré au cimetière, tout comme sa fille Patricia Saguez de Breuvery (artiste-peintre).
- Jean-Paul Clébert, écrivain, auteur notamment de Paris insolite et de nombreux écrits sur la Provence, est enterré à Bonnieux où il vécut de nombreuses années avant de s'installer, en 1968, à Oppède-le-Vieux.
- Chantal Dupuy-Dunier, poétesse, y séjourna souvent dans sa famille. Plusieurs de ses recueils évoquent Bonnieux, dont Initiales (Prix Artaud 2000) et Éphéméride, 2009.
- Alain Chabat, acteur, se marie dans la ville et possède une propriété[63].

## Héraldique
| Blason de Bonnieux | Les armes peuvent se blasonner ainsi : D'azur à la clef d'or, à la lettre B capitale du même brochant sur le tout. |

## Bonnieux au cinéma

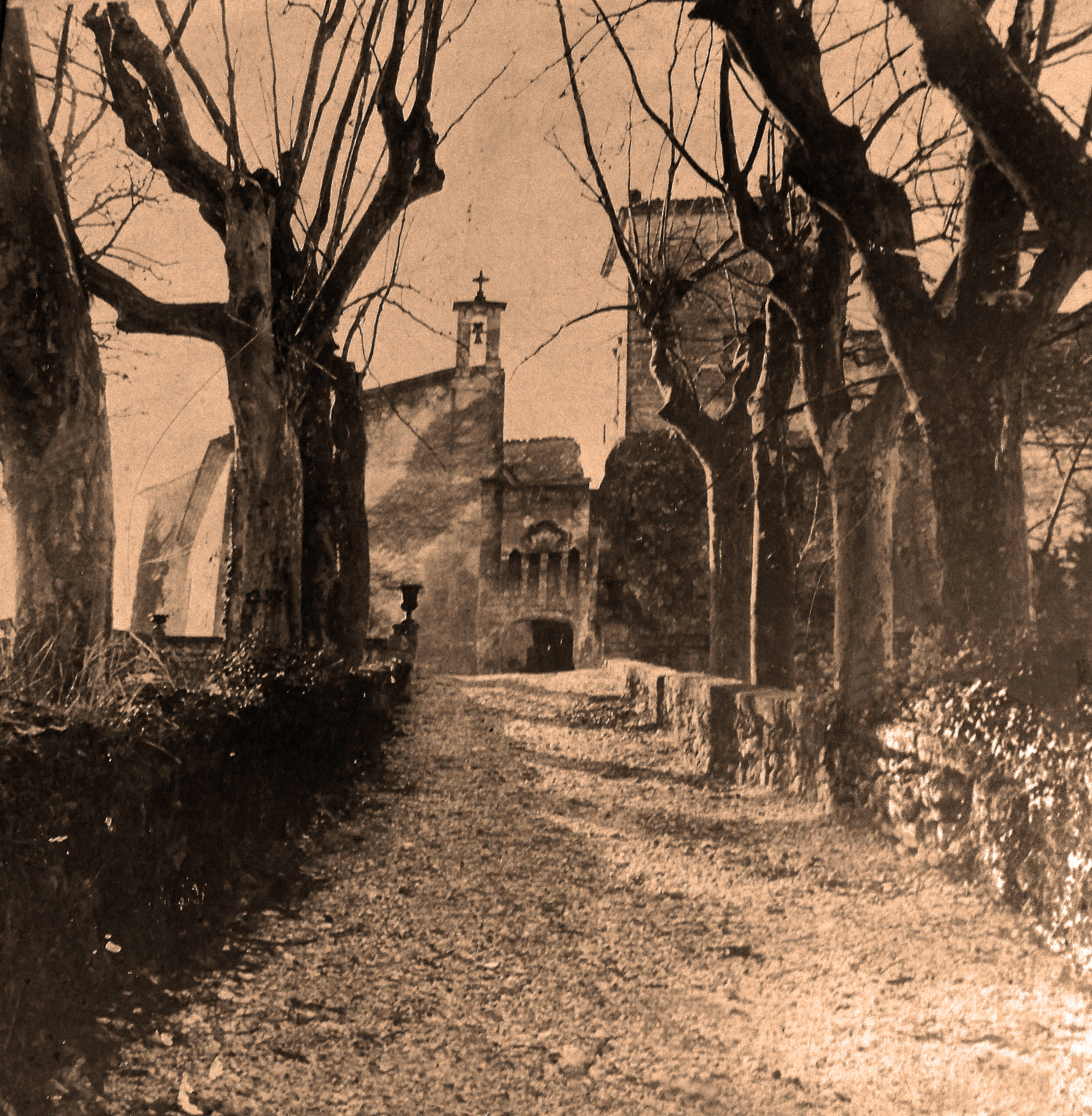
Château La Canorgue.

Le village figure dans plusieurs productions audiovisuelles, dont :
- Une année en Provence, série TV de la BBC adaptée du livre éponyme de Peter Mayle, tourné partiellement à Bonnieux ;
- Une grande année de Ridley Scott, d'après un roman de Peter Mayle, tourné au Château La Canorgue sur le territoire de la commune ;
- le troisième épisode de la première saison de la série britannique Absolutely Fabulous tourné en partie à Bonnieux, où Edwina et Patsy viennent faire un séjour ;
- Swimming Pool de François Ozon, tourné principalement au village voisin de Ménerbes, mais dont quelques séquences sont tournées à Bonnieux ;
- une des cinq séquences de Visages, villages d'Agnès Varda et JR est tournée à Bonnieux.

## Galerie d'images

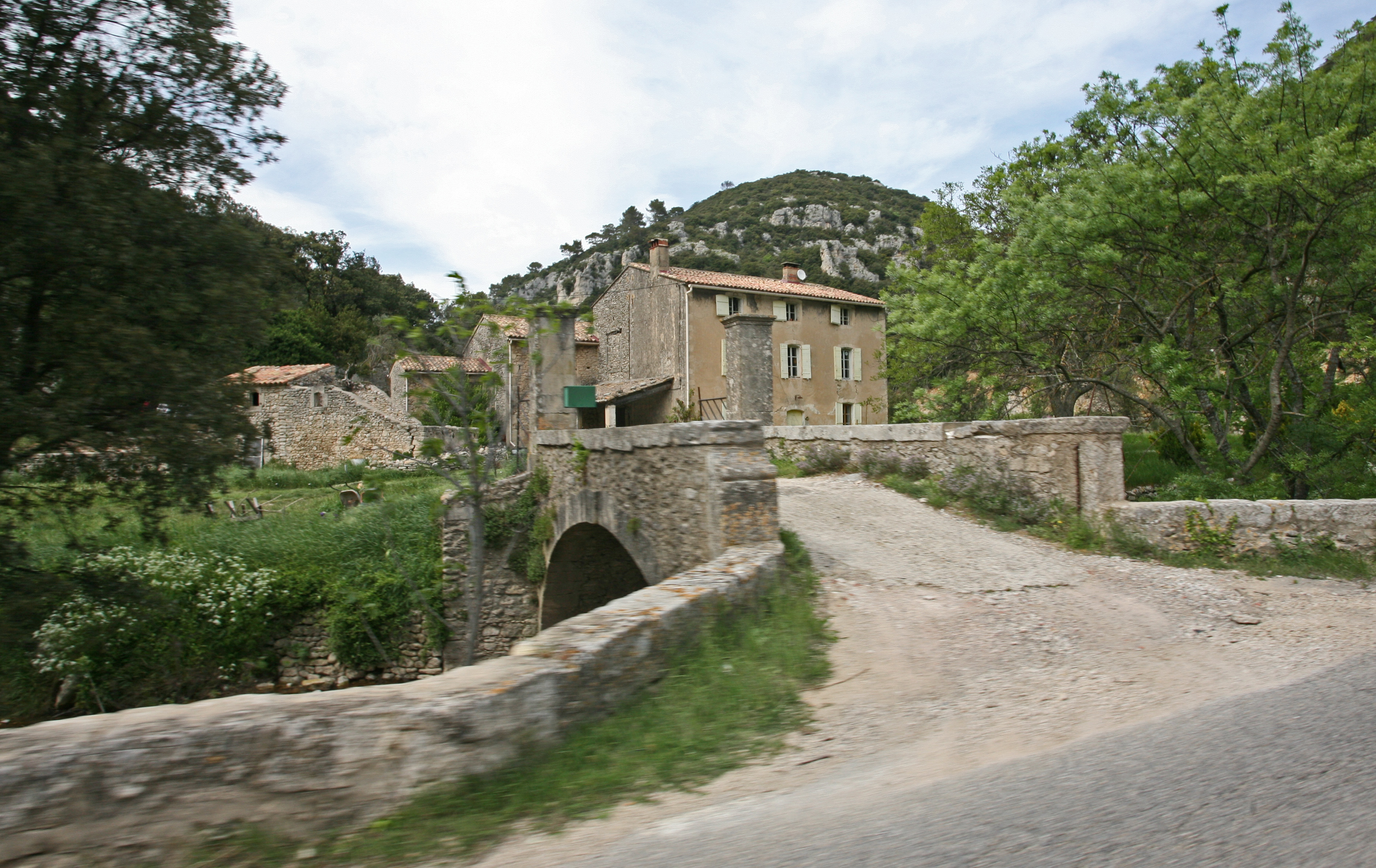
Maison au cœur de la combe de Bonnieux.
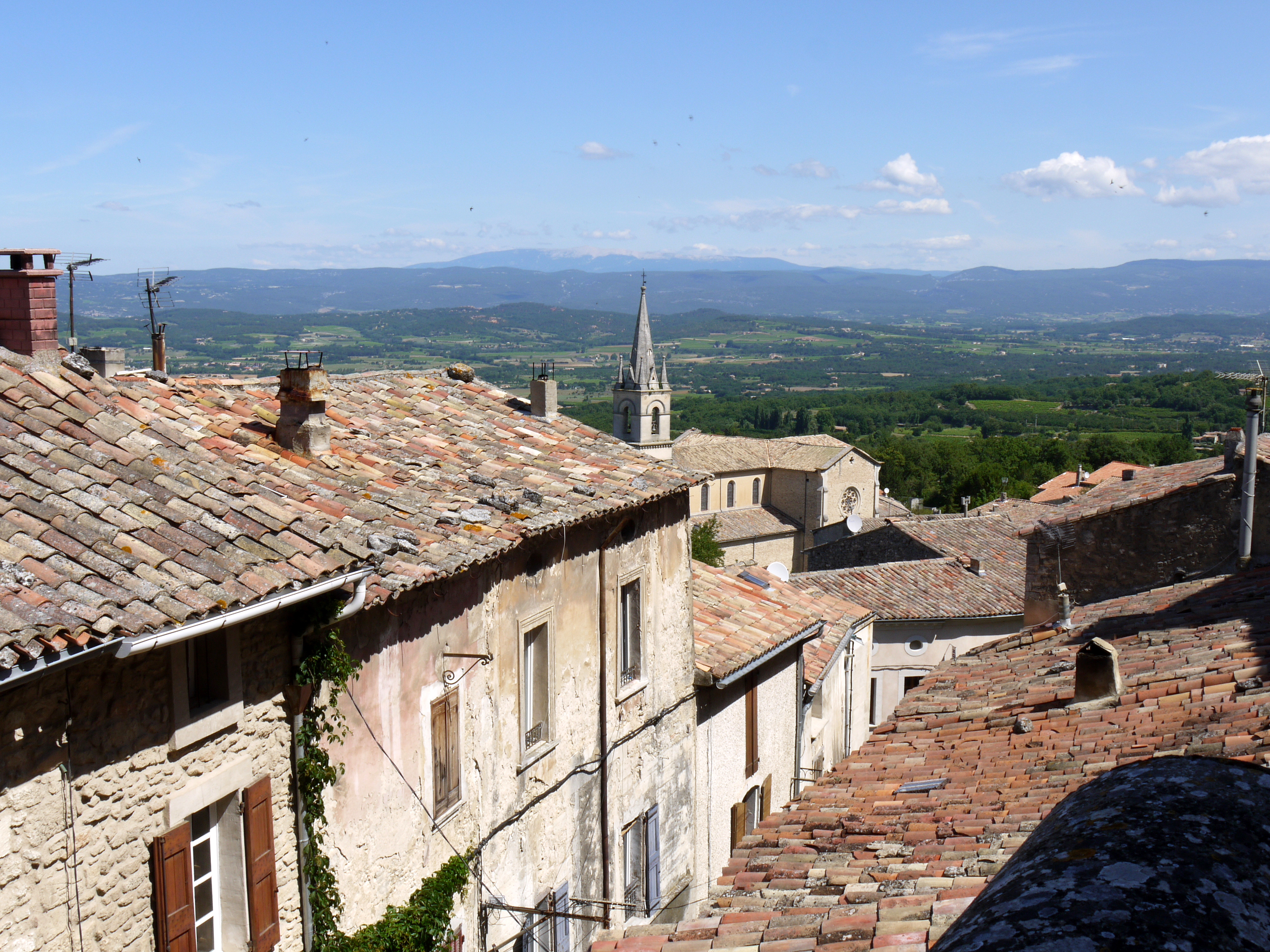
Bonnieux, village perché, domine la plaine.
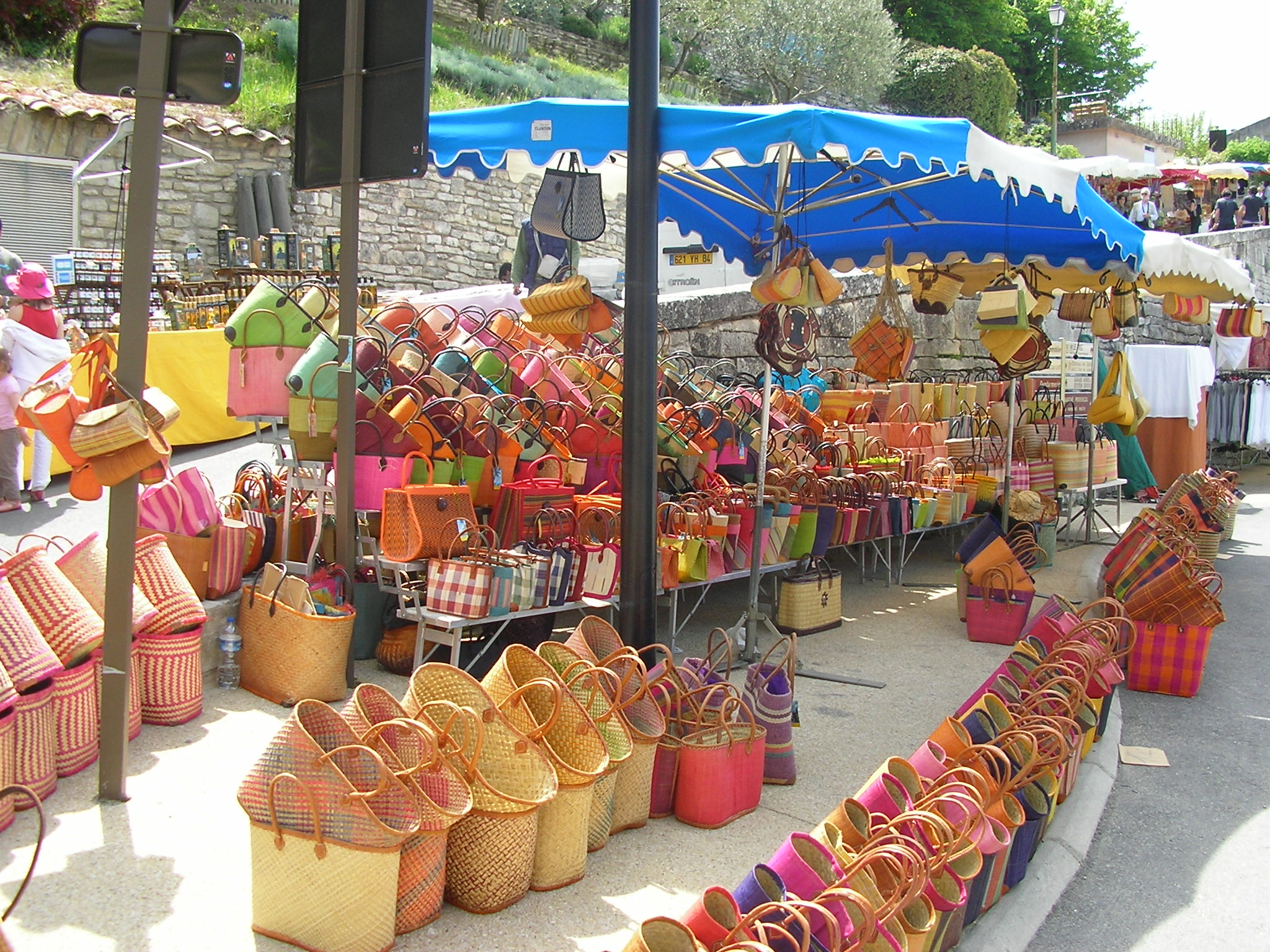
Le marché à Bonnieux.
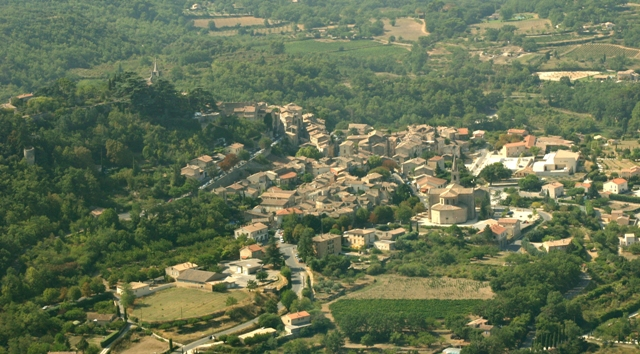
Vue aérienne.
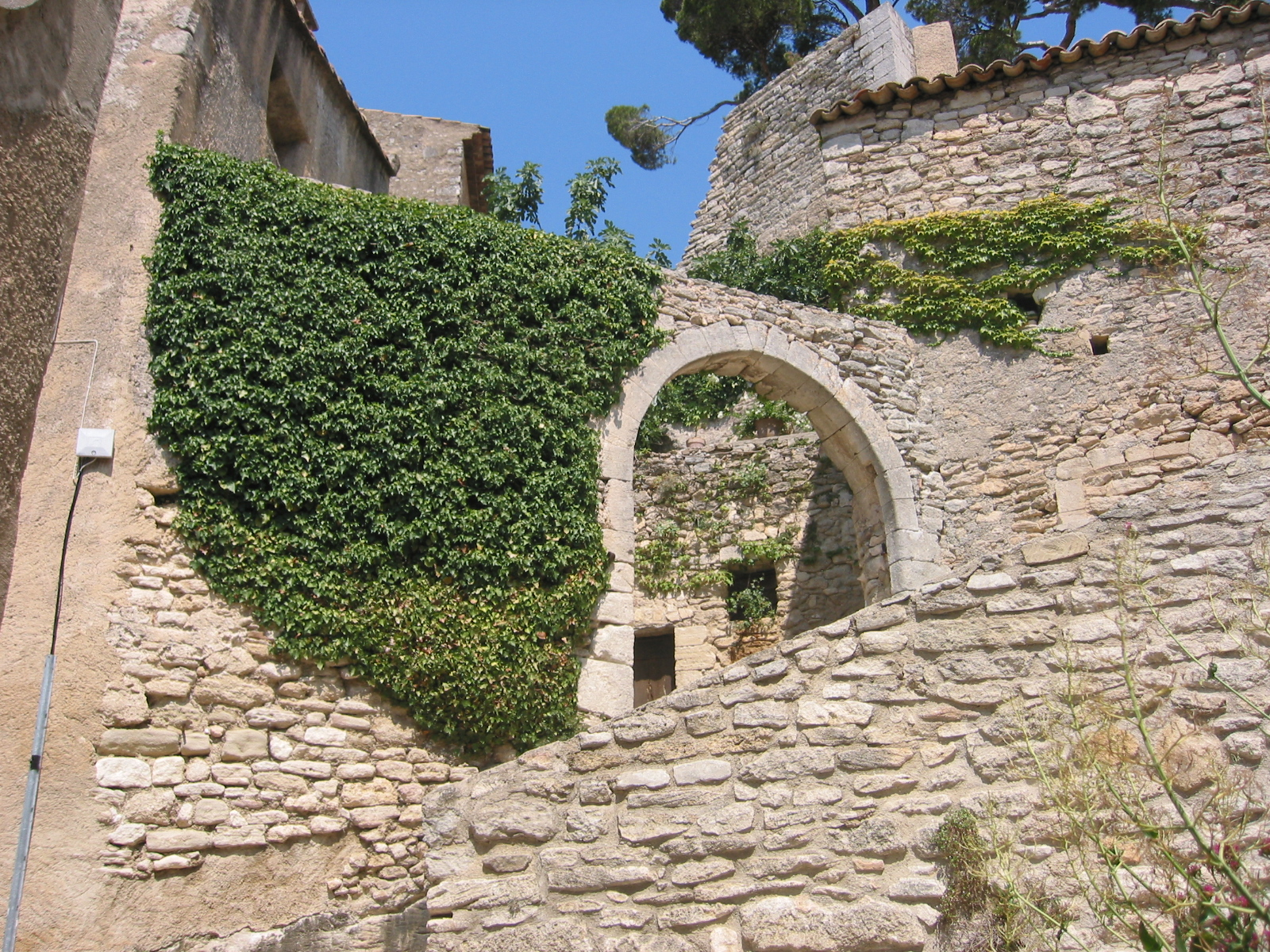
Ruelle de Bonnieux.
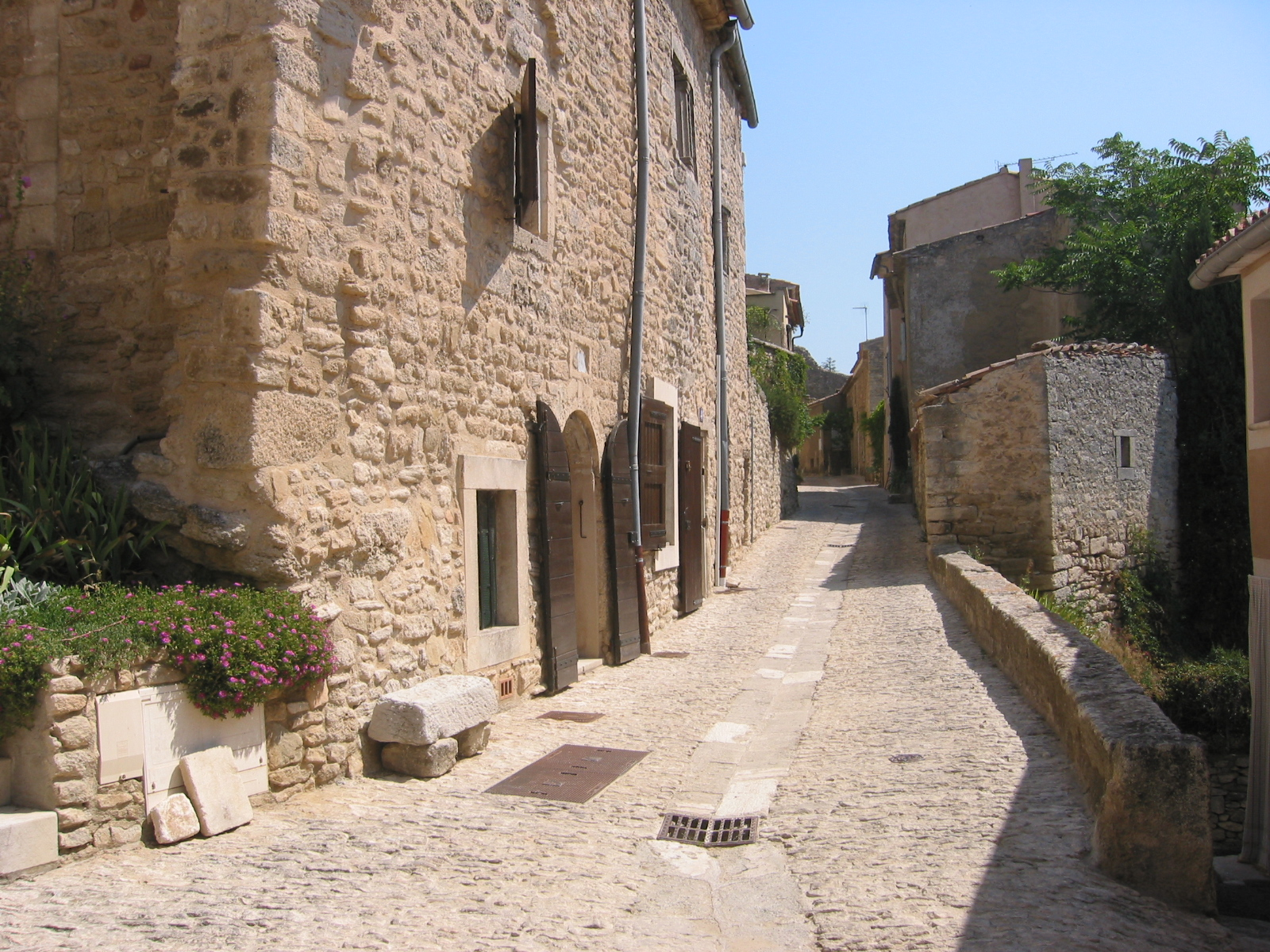
Ruelle caladée.
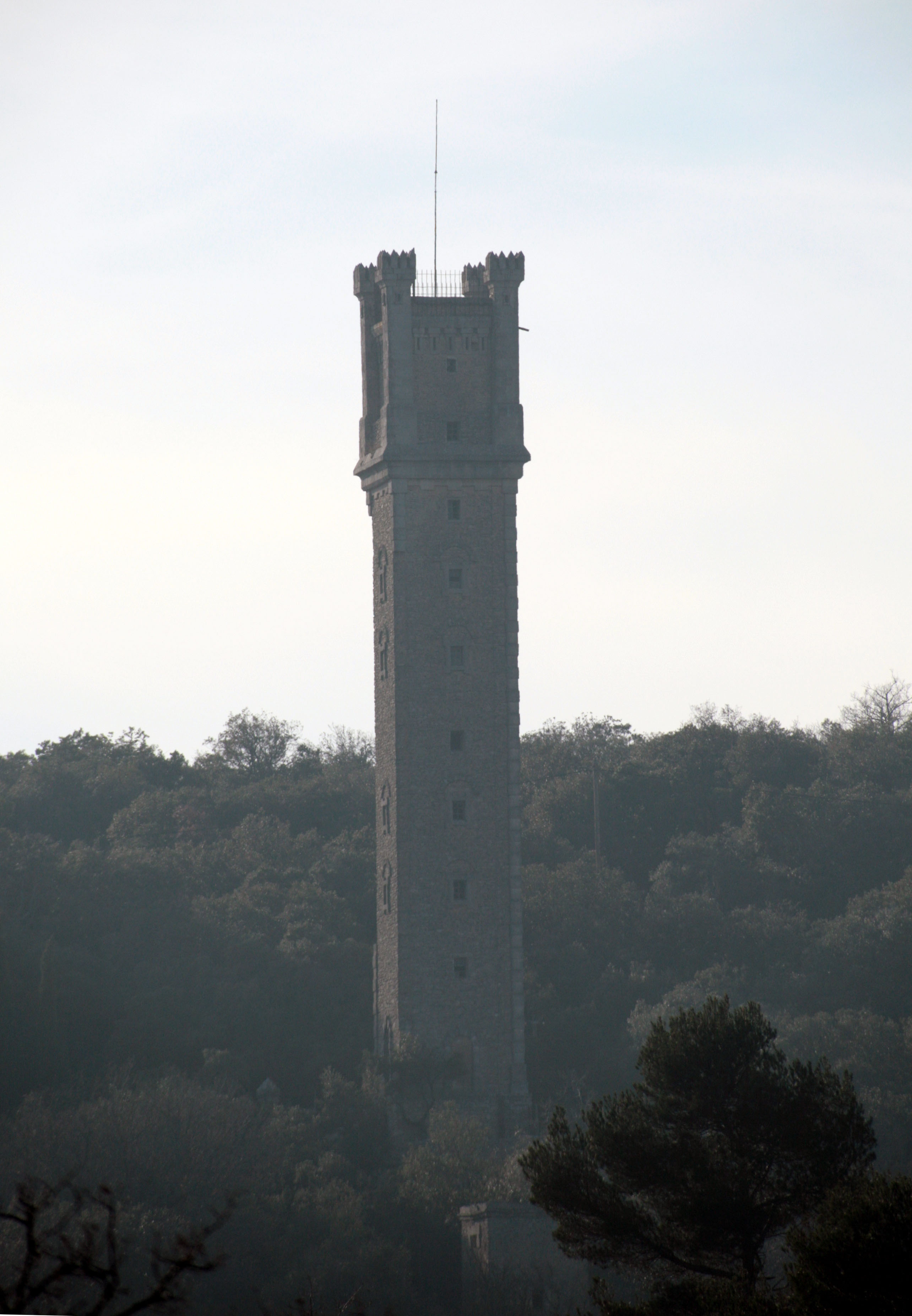
La tour Philippe.
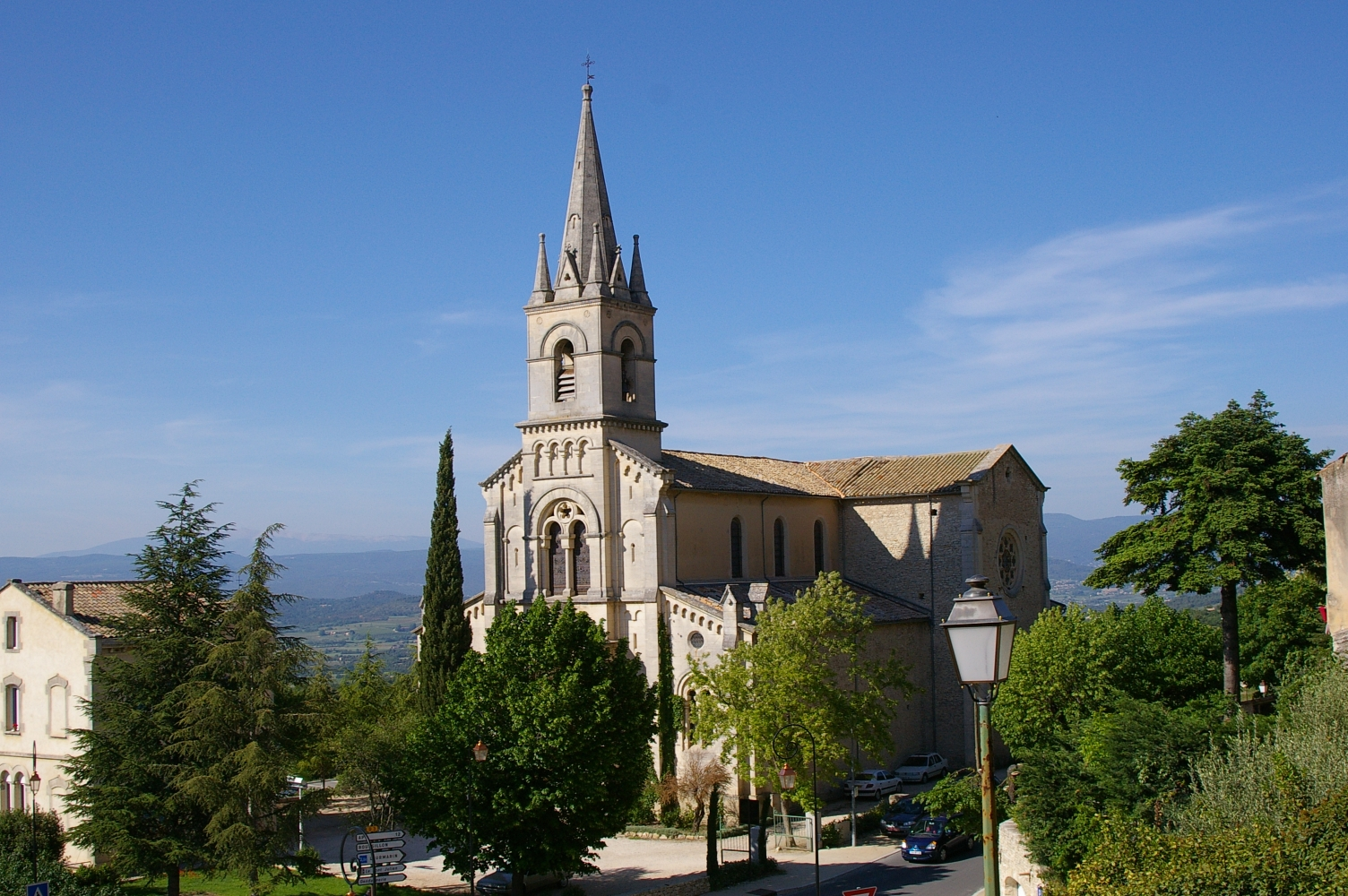
L'église de Bonnieux.
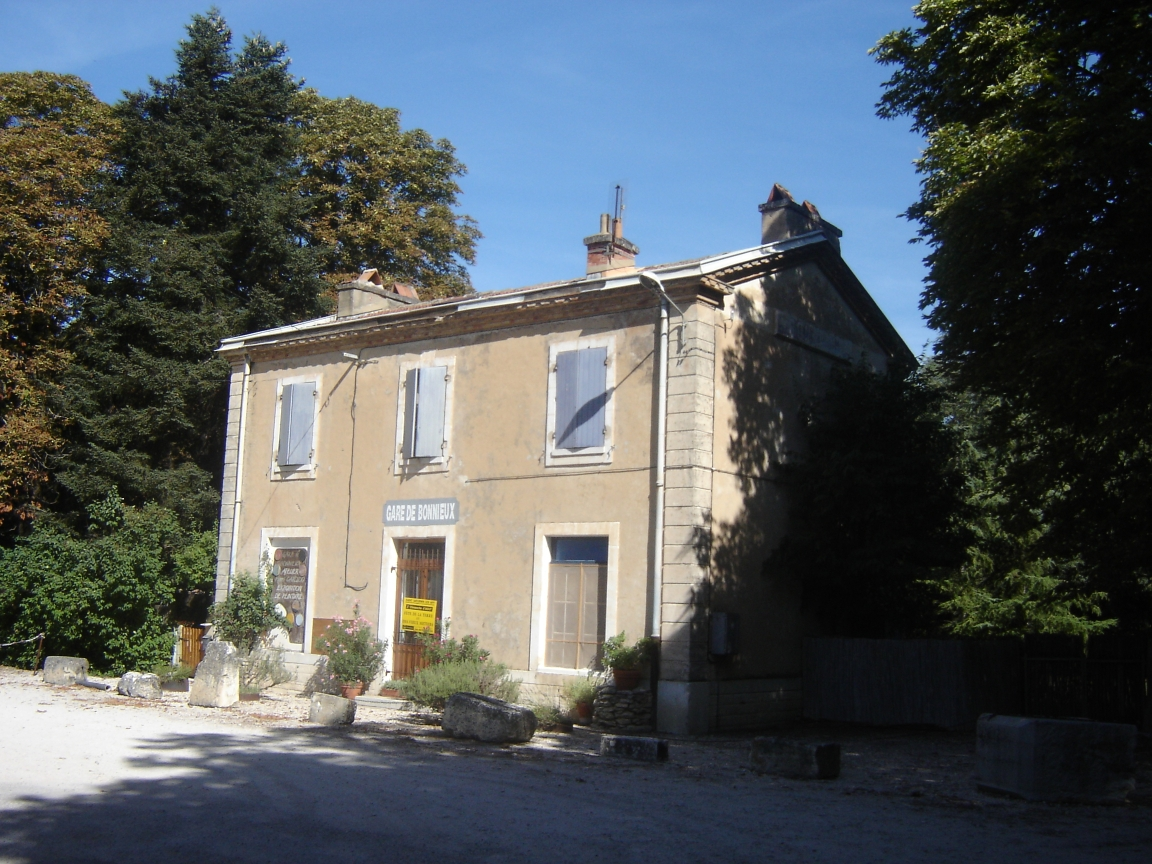
Ancienne gare de Bonnieux.
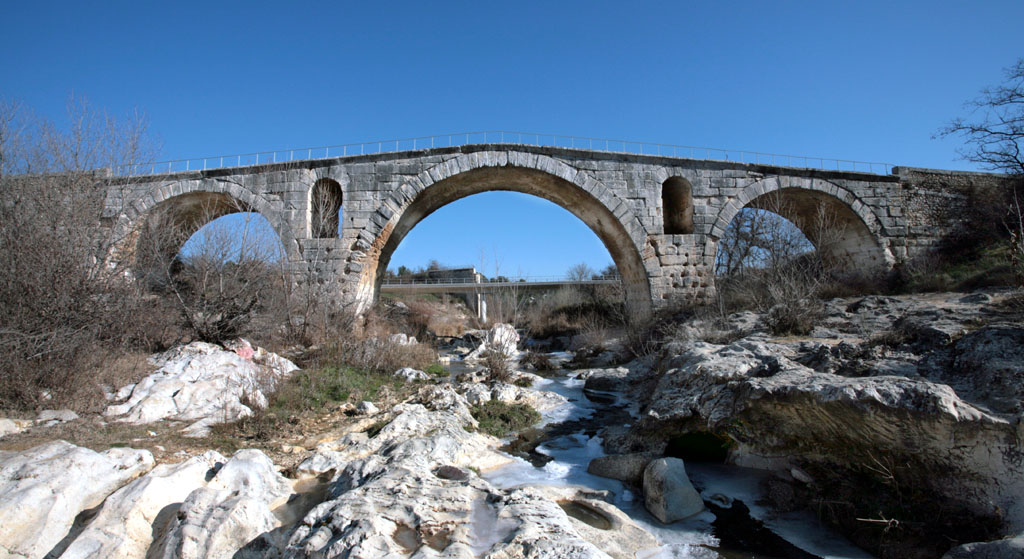
Le pont Julien.